# Європейський театр Другої світової війни
Європе́йський теа́тр Дру́гої світово́ї війни́ (1939–1945) — основний геополітичний театр війни, що протягом 6 років був головним осередком воєнних дій за часів Другої світової війни на території континенту Європа та прилеглій акваторії морів та Атлантичного океану.
Територіально Європейський театр Другої світової війни охоплював гігантську територію європейського континенту та умовно поділявся на 3 основних театри воєнних дій: Східноєвропейський, Західноєвропейський та Середземноморський театри воєнних дій.

## Передумови

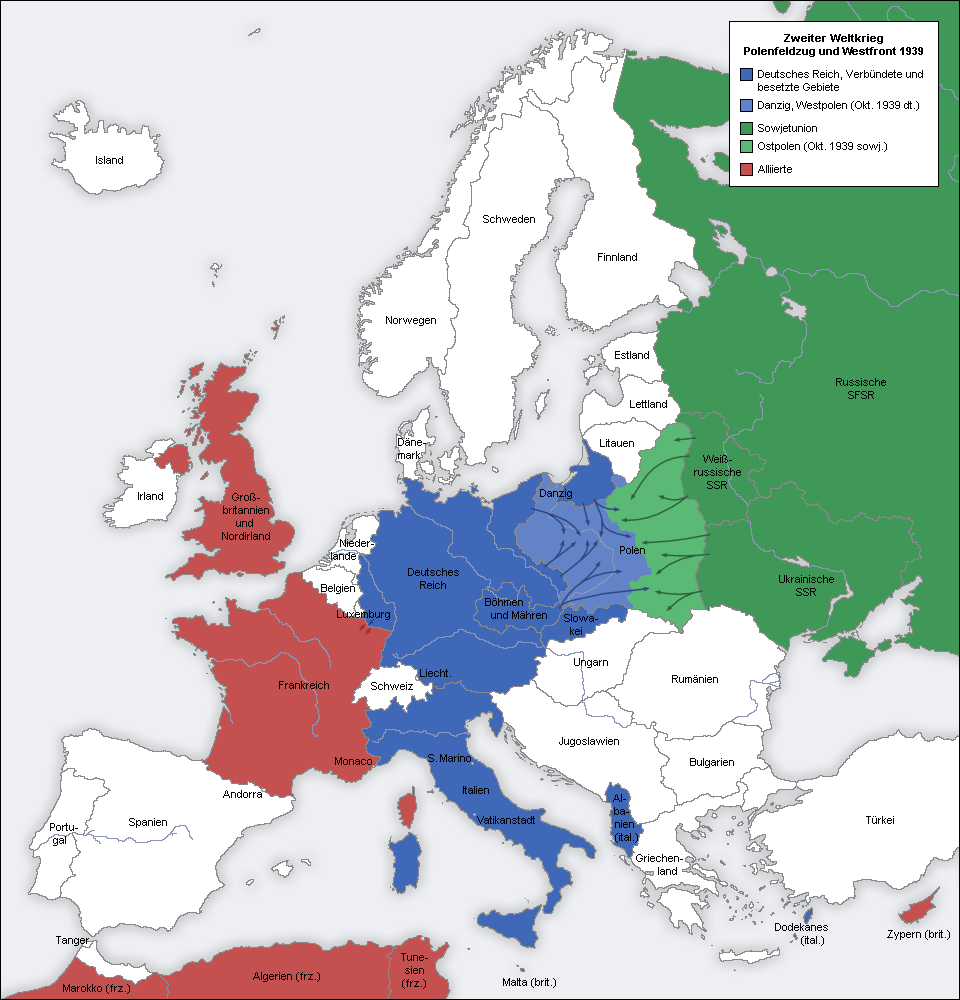
Європейський театр Другої світової війни. 1939

Велика війна, найкривавішій збройний конфлікт в історії людства на тої час, завершився колосальними жертвами й призвів до встановлення в Європі Версальської системи міжнародних відносин. Однак, Версальсько-Вашингтонська система, що встановила «несправедливі», з погляду деяких країн, кордони (серед іншого — недостатнє врахування етнічного принципу), спровокувало незадоволення усталеним порядком; основну роль тут грали Німеччина і Італія, готові до спільної співпраці з метою перегляду підсумків війни.
Версальський договір, який офіційно визнавав лише Німецьку імперію винною за розпалювання Першої світової війни, став нищівним ударом для Німеччини. Жодна країна після світової війни не виявилась у настільки жалюгідному становищі, як Німеччина. Після Версальського мирного договору Німеччина була принижена і ображена. Імперія, яка мала до війни 540,8 тис. км2 території, втратила 13,44 % основної території (де проживало 9,5 % населення Другого Рейху) і 100 % колоній.
Положення, в якому опинилася Німеччина після Першої світової війни і настільки принизливі умови миру, серед яких колосальні суми репатріації країнам-переможцям, не могли не викликати зростання радикальних настроїв у суспільстві. Не сприяла їхньому викорененню й Веймарська республіка, що виникла на руїнах Другого Рейху. Нова форма правління не могла вирішити старих проблем.
30 січня 1933 року після приходу до влади нацистів на чолі з А. Гітлером Третій Рейх починає ігнорувати усі обмеження Версальського договору, оголошує про відновлення загальної військової повинності, тобто про створення постійної армії рейху — вермахту, разом з люфтваффе, швидко нарощує виробництво озброєнь і військової техніки.
У 1930-ті роки Італія провадила не менш агресивну зовнішню політику. 3 жовтня 1935 року вона вторглась до Ефіопії і до травня 1936 року повністю її окупувала. В липні 1936 року проголошено Італійську імперію. Погіршення відносин із західними державами штовхає Королівство Італія на зближення з Третім Рейхом. У січні 1936 року Муссоліні дає принципову згоду на анексію німцями Австрійської Республіки. 7 березня 1936 року німецькі війська увійшли до Рейнської демілітаризованої зони. 25 листопада 1936 року Третій Рейх і Японська імперія ухвалили Антикомінтернівський пакт про спільну боротьбу з комунізмом, до якого 6 листопада 1937 року приєдналось Королівство Італія.
У 1938—1939 роки нацистською Німеччиною був створений плацдарм для майбутньої війни: в березні 1938 року був здійснений аншлюс Австрії, у вересні 1938 — березні 1939 року до Німеччини були приєднані Чехія і Клайпедський край. До 1939 року відбулось оформлення двох військово-політичних блоків великих держав, в яких Велика Британія і Франція протистояли Німеччині і Італії, до яких тяжіла Японія. СРСР і США займали вичікуючу позицію, розраховуючи використати війну між цими блоками у своїх інтересах.

## Початок війни

### Польська кампанія
23 серпня 1939 у Москві народним комісаром закордонних справ СРСР Молотовим та міністром закордонних справ Німеччини фон Ріббентропом було підписано договір про ненапад. Секретним додатковим протоколом визначались сфери взаємних інтересів обох держав у Східній Європі.
1 вересня 1939 року Третій Рейх та Словацька республіка розпочали військову операцію проти Польської Республіки — цей день вважається початком Другої світової війни у світі та на Європейському континенті.
3 вересня 1939 року Велика Британія і Французька Республіка у відповідності до попередніх домовленостей з урядом Польщі оголосили війну Третьому Рейху; з локального конфлікту між Німеччиною та Польською Республікою війна переросла у світову. 17 вересня у конфлікт втрутився Радянський Союз. Червона армія грубо порушивши Договір про ненапад, без оголошення війни, перейшла кордон Польської Республіки і розпочала бойові дії проти польської армії.
Результатом кампанії став розгром польських збройних сил, евакуація польського уряду і залишків його армії за кордон. Відповідно до секретного доповнення до Договору про ненапад між Німеччиною і Радянським Союзом територію Польщі поділено між Третім Рейхом та СРСР, а також Словацькою Республікою і Литвою.

### Дивна війна та Атлантика
З вересня 1939 по квітень 1940 року Велика Британія та Французька Республіка вели пасивну війну без жодних спроб наступу, тому цей етап війни отримав назву «Сидяча» або «Дивна війна». Лише на першій фазі воєнних дій, французька армія, вжила спробу наступати. Просунувшись до 12 вересня в глибину німецької території на десяток кілометрів на фронті протяжністю близько 25 км, французи отримали наказ припинити наступ «зважаючи на швидкій перебіг подій у Польщі», а через тиждень почали відводити війська назад. Активні бойові дії відбувалися лише на морських комунікаціях в Атлантичному океані та прибережних морях.

### Радянсько-фінська війна
26 листопада 1939 року, після відмови фінського уряду від радянських пропозицій про зміну кордонів у Карелії і передачу військово-морської бази Ханко, Радянський Союз інсценував провокаційний обстріл своєї території поблизу фінсько-радянського кордону. Скориставшись цим, як приводом до початку агресії, 28 листопада 1939 року СРСР розірвав дипломатичні стосунки з Фінляндією, а 30 листопада чотири армії СРСР чисельністю 540 тисяч чоловіків без оголошення війни напали на сусідню державу. Це стало причиною визнання Лігою Націй Радянського Союзу агресором і виключення його зі свого складу.
Протягом 105 днів на фронті від Балтійського до Баренцового моря точилися запеклі бої між величезною армією Рад та невеликою фінською армією. Оборона Фінляндії здійснювалася дисциплінованими, грамотно керованими та мотивованими солдатами, що звикли до місцевих кліматичних і погодних умов, і застосовували тактику, цим умовам відповідну. Радянський же наступ був спланований без урахування характеру місцевості, погодних умов і відповідних проблем постачання. Маючи більш ніж 4-кратну перевагу в живій силі й більш ніж у 100 разів у танках, Червона армія воювала вкрай неефективно і зазнала набагато більших втрат, ніж фінська армія. Червона армія втратила за різними оцінками від 422 до 722 тисяч убитими, пораненими, обмороженими й полоненими, 17 тис. осіб зникли безвісти. Втрати СРСР становили до 40 % бойового складу задіяних частин і суттєво переважали втрати фінської сторони (понад 70 000 чоловіків).
Війна завершилася підписанням Московського мирного договору, що зафіксував відторгнення від Фінляндії значної частини її території. До складу СРСР увійшли весь Карельський перешийок із м. Виборгом, Виборзька затока з островами, західне і північне узбережжя Ладозького озера. Фінляндія поступилася СРСР півостровом Рибальським та Середній на півночі, частиною Лапландії (Салла-Куусамо). Загалом СРСР відторгнув у сусідньої країни за результатами війни майже 40 тисяч км² фінських територій
Наслідки «Зимової війни» стали однією з причин зближення Фінляндії з нацистською Німеччиною; крім цього, аналіз дій Червоної армії у боях значно вплинув на керівництво Третім Рейхом стосовно планів нападу на СРСР.

### Балтійські країни
У вересні-жовтні 1939, радянський уряд добився від невеликих балтійських держав договорів про взаємодопомогу, які надали СРСР право на розміщення там військових баз. Після вторгнення Червоної армії влітку 1940, радянська влада змусила уряди Балтійських країн піти у відставку. Під радянською окупацією було створено нові маріонеткові комуністичні уряди, новообрані «народні збори» ухвалили резолюції з проханням включення їхніх країн до складу Радянського Союзу.

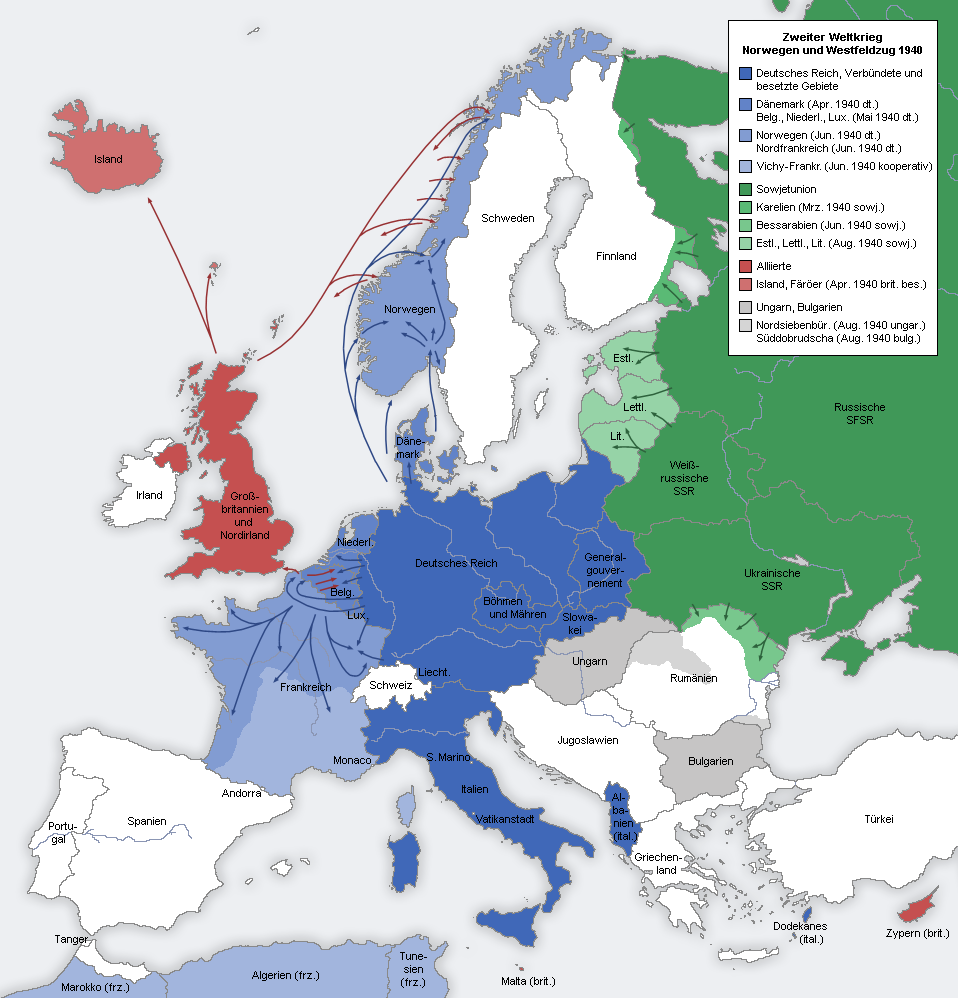
Європейський театр Другої світової війни. 1940

### Кампанія в Північній Європі
Зранку 9 квітня 1940 року німецькі війська силами двох дивізій та однієї бригади розпочали вторгнення на територію нейтрального Данського королівства. Перше ударне угруповання швидко встановило контроль над Ютландією, друге — над Зеландією. Одночасно парашутисти захопили стратегічно важливі аеродроми і острів Борнгольм. Тим часом з теплохода, що увійшов у порт Копенгагена висадилися німецькі солдати, які обложили цитадель міста та захопили всі головні мости і аеродроми країни. Король Кристіан X під загрозою бомбардування житлових кварталів був змушений підписати капітуляцію і наказав армії скласти зброю. В результаті за одну добу німецька армія зайняла безперешкодно всі найбільші данські міста, втративши вбитими всього двох військовиків.
Одночасно, рано вранці 9 квітня німці висадили морські та повітряні десанти в 7 найбільших норвезьких портах: Осло, Арендал, Крістіансанн, Ставангер, Берген, Тронгейм і Нарвік. Завдяки опору норвежцям вдалося в деяких місцях затримати висадку німецьких військ і евакуювати зі столиці королівську сім'ю, уряд, членів парламенту і золотий запас країни та в такій спосіб зірвати план вермахту змусити короля підписати капітуляцію. До 22 квітня, долаючи опір норвезьких військ, вермахт зайняли більшу частину Південної Норвегії.
10 квітня біля Нарвіка стався перший морський бій між силами британського флоту, що підійшли, та німецькими есмінцями. Британцям вдалося потопити або пошкодити німецькі кораблі біля Нарвіка, тим самим відрізавши, що діяли в місті частини 2-ї та 3-ї гірських дивізій. У наслідок цього німцям не вдалося в перші дні кампанії розвинути наступ на півночі країни.
З 13 квітня в районі Нарвіка розпочалися бої, які точилися з перемінним успіхом до кінця травня 1940 року. До 12 травня союзники після тривалих боїв зайняли північну частину Нарвіка, а 28 травня звільнили все місто і змусили німців відійти до Вестфіорду. Однак важке становище союзників у Франції змусило їх 3-8 червня евакуювати всі свої війська з Норвегії. Разом з ними евакуювалися норвезькі король і уряд. 2 червня здалися останні норвезькі війська, що діяли в Центральній Норвегії, а 10 червня — у Північній Норвегії. До 16 червня німці зайняли всю територію Норвегії.
Після окупації Данії британські війська, щоб не допустити вторгнення Німеччини в данські неконтинентальні володіння, окупували її заморські території, що мали важливе стратегічне значення — Фарерські острови, Ісландію та Гренландію.
Таким чином з усіх країн Північної Європи лише Швеції вдалося зберегти нейтралітет та залишатися у цьому статусі до кінця війни.

### Західний фронт (1940)
10 травня 1940 німецький вермахт одночасно розпочав вторгнення на територію нейтральних Люксембургу, Нідерландів та Бельгії за планом операції «Гельб». Одночасно німецькі війська розпочали наступ по всій лінії Мажино, намагаючись обійти французькі позиції з флангів. Після блискавичного розгрому голландської, бельгійської та люксембурзької армій, основний удар армії Гітлера обернувся проти французьких військ, яких підтримував Британський експедиційний корпус. Німецькі полчища прорвавшись крізь гірсько-лісисту місцевість Арденн, яку французи вважали непрохідною для танкових з'єднань Гітлера, глибоким фланговим маневром вийшли в тил ударному угрупованню союзних військ. Через територію Бельгії, обійшовши лінію Мажино з півночі, німецькі війська захопили майже всю Францію. Рештки англо-французької армії були витіснені в район Дюнкерка, звідки вони поспіхом евакуювалися до Великої Британії.
10 червня у конфлікт в Європі вступила Італія, яка оголосила війну як Франції, так і Великій Британії, однак спроба наступу на півдні Франції не мала значного успіху для італійців.
22 червня 1940 року Франція змушена була підписати ганебну капітуляцію у відомому з 1918 року вагончику у Комп'єні. Переможена Франція поділялася на дві частини: північна та західна (приморська) переходили під повний контроль німецької військової адміністрації, південна залишалась під владою колабораціоністського французького уряду, що розташувався у Віші.

### Британія
Після розгрому союзників на континенті єдиним противником А.Гітлера на той час залишилася Велика Британія. Єдиною британською територією, що була окупована німецькими військами, стали Нормандські острови.
Починаючи з липня 1940 року німецьке Люфтваффе розпочало масштабну стратегічну повітряну операцію, намагаючись здобути перевагу в повітрі, знищити британські ПС, зруйнувати промисловість та інфраструктуру країни, деморалізувати населення і в такій спосіб примусити Велику Британію капітулювати або укласти мир. Битва за Британію стала першою військовою кампанією, в якій брали участь виключно Повітряні сили та Війська протиповітряної оборони.
Нездатність авіації Г.Герінга виконати визначені перед початком кампанії завдання вважається першою поразкою Третього Рейху у Другій світовій війні і однією з її поворотних точок. Через неспроможність нацистів здобути перевагу в повітрі, запланована операція «Зеельове» — вторгнення в Британію з моря і повітря — була скасована.
Після нищівного розгрому союзних армій у Північній та Західній Європі епіцентр воєнних дій на континенті перемістився на Балканський півострів. Спочатку СРСР окупував частину сусідньої держави, а незабаром італійсько-болгарсько-німецькі війська завдали поразки та окупували Югославію й Грецію.

### Приєднання Бессарабії та Північної Буковини до СРСР

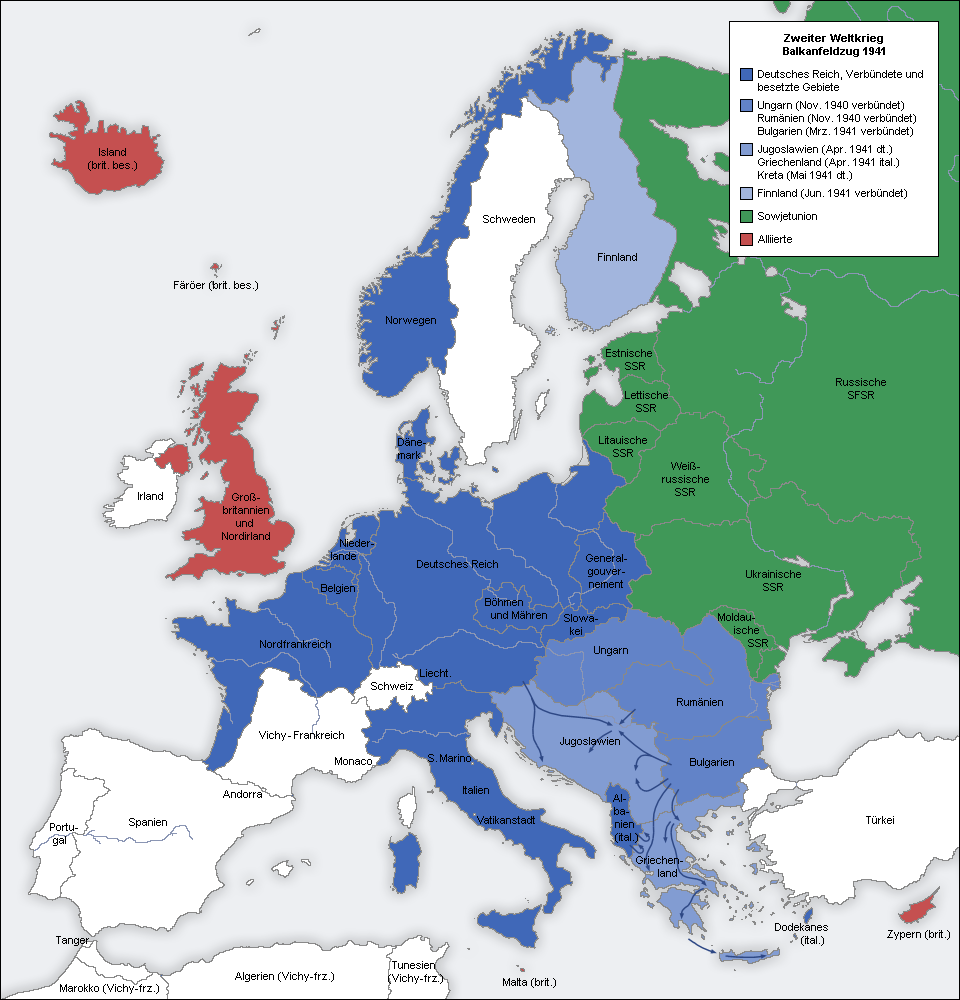
Європейський театр Другої світової війни. Перша половина 1941

28 червня — 3 липня 1940 року Червона армія провела військову операцію з примусової передачі Королівством Румунія Бессарабії та Північної Буковини до складу СРСР, в результаті захоплено територію Бессарабії (44 000 км² з населенням 3,2 млн чол.), Північної Буковини (6 000 км² з населенням 500 000 чол.) та регіон Герца (304 км² з населенням 25 000 чол.).

### Балкани
7 квітня 1939 року в наслідування німецької акції у Чехословаччині, Б.Муссоліні напав та анексував Албанське королівство. 28 жовтня 1940 року він віддав наказ своїм військам зосередитися в Південній Албанії і почати наступ на Грецію, сподіваючись на швидкоплинний військовий успіх, розгром грецької армії й зміцнення впливу Італії у Південно-Східній Європі. Але, починаючи наступ, Муссоліні не врахував ні здатності грецького народу до опору, ні силу його армії. Спочатку італійцям вдалося захопити частину грецької території, проте до 8 листопада їх наступ було зупинено, а 14 листопада грецька армія перейшла в контрнаступ, і повністю звільнила територію країни та навіть увірвалась до окупованого Албанського королівства.
Ситуація для Італії стала загрозливою й на допомогу союзнику по Осі прийшли війська вермахту. 6 квітня 1941 року, після масованого бомбардування Третій Рейх та Угорське королівство вторглися до Королівства Югославія. Одночасно італійські війська за підтримки німців розпочали черговий наступ на грецькому напрямку. До 8 квітня збройні сили Королівства Югославія розділені на кілька частин і фактично перестають існувати як єдине ціле. 9 квітня німецькі війська, пройшовши через югославську територію, вийшли до північних кордонів Грецького королівства. Грецька оборонна лінія Метаксаса витримала перший натиск німців, але була обійдена німцями через територію Югославії у фланг грецьким силам, що перебували на кордоні Албанії, й змусили капітулювати грецьку Східно-Македонську армію.
10 квітня німці захопили Загреб, 13 квітня — Белград, а 16 квітня німецькі війська опанували Сараєво. 17 квітня югославська армія капітулювала.
Після розгрому Югославії німці та італійці перекинули всі сили до Королівства Греція й після нетривалих боїв 20 квітня капітулювала Епірська армія. Після чого командування союзних військ ухвалило рішення про евакуацію своїх сил. 23 квітня Г.Цолакоглу підписав акт про загальну капітуляцію грецьких збройних сил. 24 квітня король Георг II разом з урядом втік на Крит, а 27 квітня німці захопили Афіни.
20 травня розпочалась висадка німецького повітряного десанту на Криті, який незважаючи на запеклу оборону, британські війська змушені були до 31 травня залишити. До 2 червня острів повністю окупований. Зважаючи на великі втрати німецьких парашутистів, Гітлер відмовляється від планів проведення подальших десантних операцій із захоплення Кіпру та Суецького каналу.
Внаслідок вторгнення Югославія розчленована. Третій Рейх анексував північну Словенію, Угорське королівство — західну Воєводину, Болгарське царство — Вардарську Македонію, Королівство Італія — південну Словенію, частину узбережжя Далмації, Чорногорію та Косово. Хорватія оголошена незалежною державою під італо-німецьким протекторатом. У Сербії створено колаборантський уряд Недича.
Після розгрому Королівства Греція, Болгарське царство анексувало східну Македонію і західну Фракію; іншу частину країни поділено на італійську (західну) і німецьку (східну) окупаційні зони.

Європейський театр Другої світової війни напередодні німецько-радянської війни

### Підсумок
Перший період Другої світової війни на Європейському континенті завершився блискавичною перемогою країн Осі. Усі країни Європи крім Великої Британії були або завойовані, або підтримували режими А.Гітлера й Б.Муссоліні, одиниці — Швеція та Швейцарія — дотримувались нейтралітету. Пали Польща, Норвегія, Данія, Люксембург, Бельгія, Нідерланди, Франція, Албанія, Югославія та Греція. Радянський Союз повернув собі втрачені імперські землі в Естонії, Латвії, Литві та Бессарабії, окупував понад 50 % території Польщі.
За станом на 22 червня 1941 року нацистська Німеччина зі своїми союзниками опинилась віч-на-віч проти СРСР. На Британських островах, захищена протокою Ла-Манш, судорожно билась метрополія Британської імперії.

## Другий етап війни (червень 1941— листопад 1942 року)

### Напад на СРСР

#### Операція «Барбаросса»
22 червня 1941 року рано вранці Третій Рейх за підтримки своїх союзників — Королівств Італія, Угорщина, Румунія та Словацької республіки — раптово і без оголошення війни напала на СРСР, розпочавши німецько-радянську війну.
Німецькі війська завдали потужного раптового удару по всьому західному радянському кордону трьома групами армій: «Північ», «Центр» та «Південь». 23 — 25 червня радянські фронти намагаються завдати контрудари, проте зазнають невдачі.

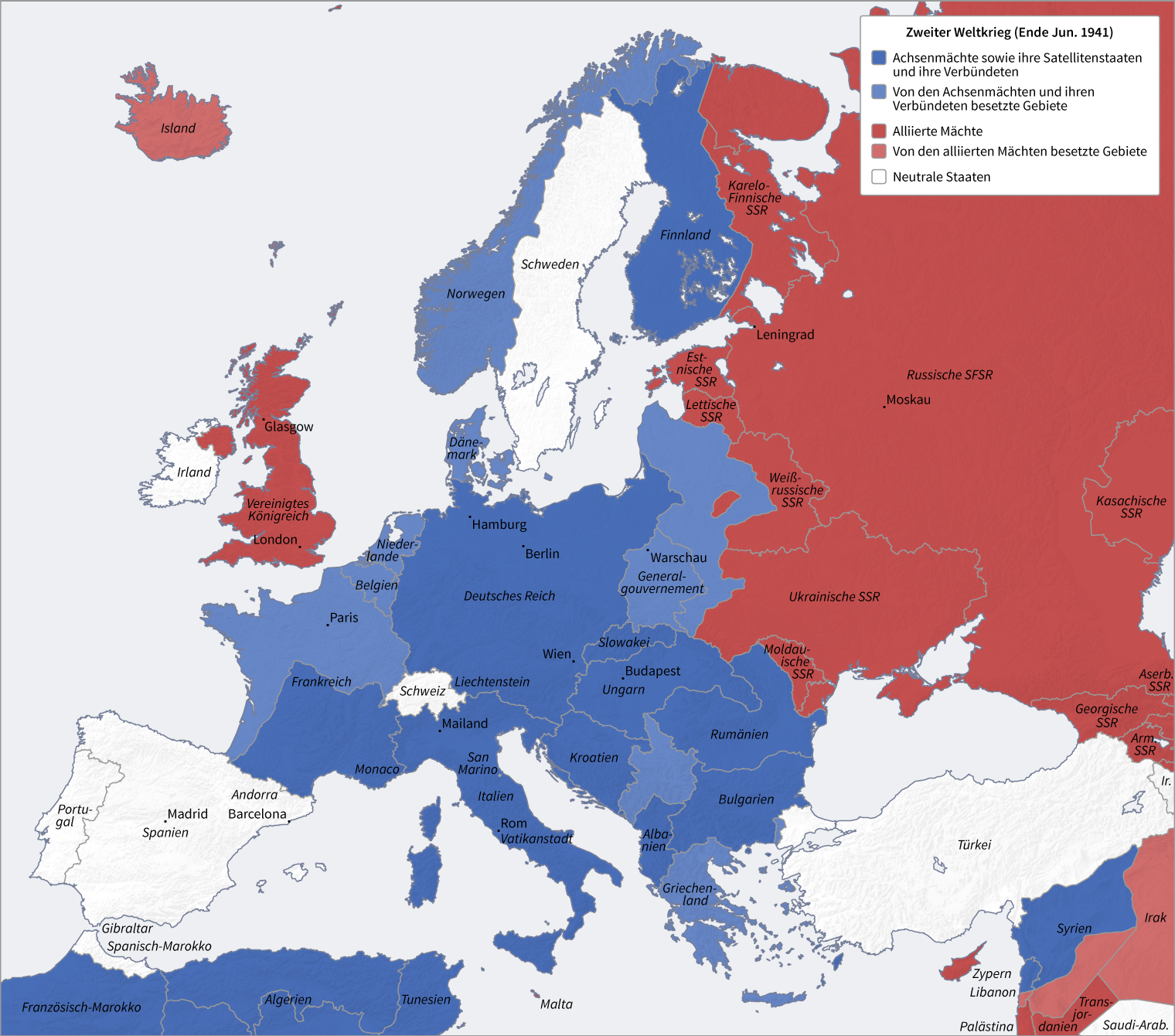
Європейський театр Другої світової війни. Червень 1941

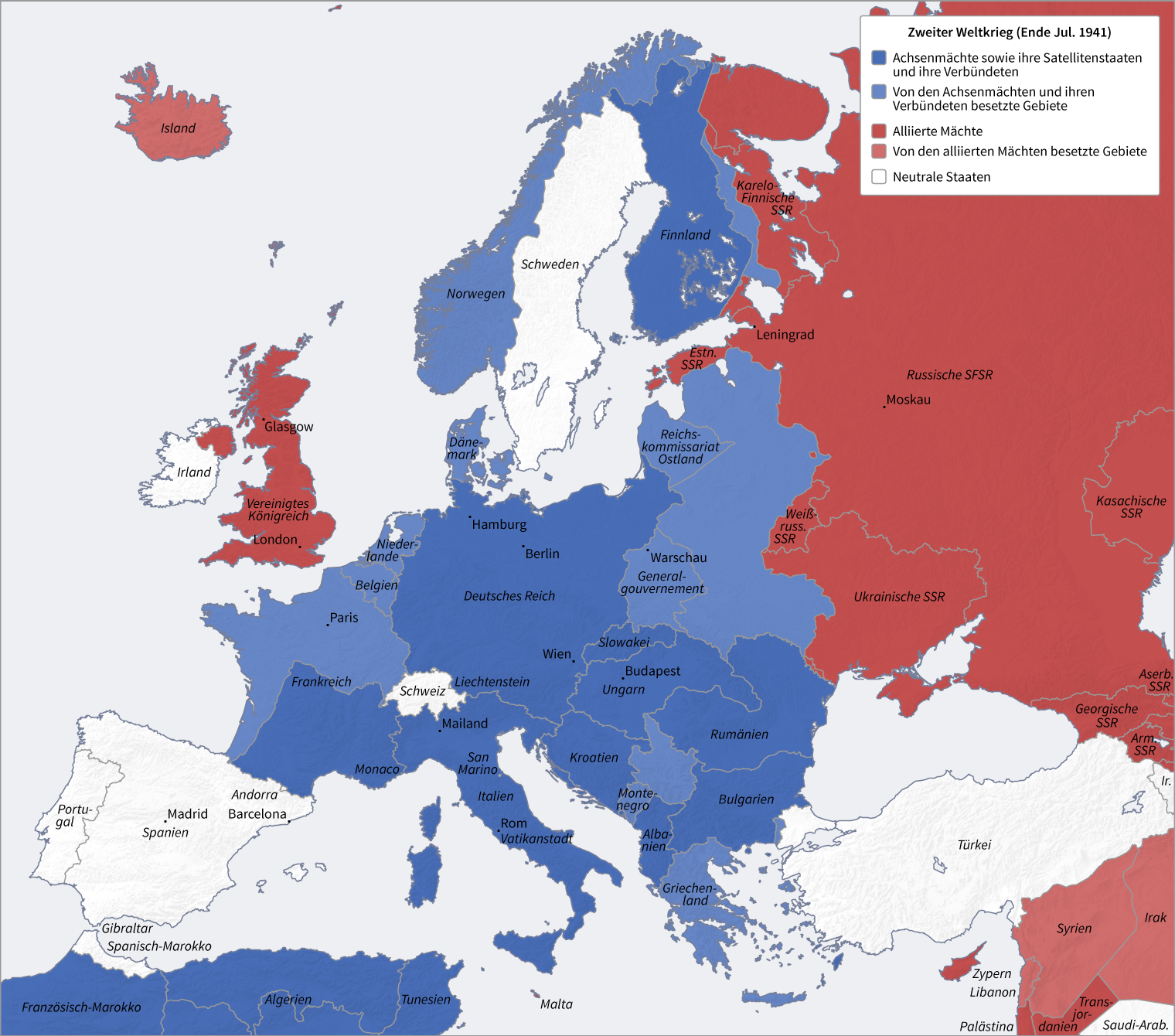
Європейський театр Другої світової війни. Липень 1941

22 червня о 6.05 ранку радянські літаки бомбардували фінські панцерники берегової оборони, транспортні судна. О 7.55 почали діяти батареї радянської артилерії на острові Ханко. В Петсамо по одному из суден вівся артилерійський вогонь через державний кордон. 25 червня радянські літаки бомбардували фінські аеродроми, цього ж дня Фінляндія оголошує війну СРСР. Фінські війська переходять у контрнаступ і незабаром повертають собі Карельський перешийок, раніше захоплений Радянським Союзом, не перетинаючи старий фінсько-радянський кордон на Карельському перешийку. 29 червня німецькі та фінські війська проводять наступ у Заполяр'ї, Але просування вглиб радянської території зупинено.
До кінця першої декади липня німецькі війська захопили Литовську РСР, Латвійську РСР, Естонську РСР, Молдавську РСР, Білоруську РСР та значну частину Української РСР. Основні сили радянського Західного фронту розгромлені в Білостоцько-Мінській битві.
Радянський Північно-Західний фронт зазнав поразки в прикордонній битві і був відкинутий. Проте радянський контрудар під Сольцами 14 — 18 липня призупинив німецький наступ на Ленінград майже на 3 тижні.
Радянський Південно-Західний фронт також зазнав поразки і був відкинутий від кордону, але провальний контрудар радянських мехкорпусів не дозволив німецьким військам здійснити глибокий прорив і захопити Київ.
12 липня СРСР і Велика Британія уклали угоду про спільні дії у війні проти Німеччини. Аналогічні договори було підписано з емігрантськими урядами Чехословацької республіки та Польської республіки. Ці договори започаткували утворення антигітлерівської коаліції.
10 липня 1941 року група армій «Центр» розпочала новий наступ на центральній ділянці радянсько-німецького фронту, і вже 16 липня захопила Смоленськ та оточила основні сили відновленого радянського Західного фронту. На хвилі цього успіху, а також враховуючи необхідність підтримати наступ на Ленінград і Київ, 19 липня Гітлер, незважаючи на заперечення армійського командування, наказав перенести напрямок головного удару з московського напрямку на південний (Київ, Донбас) і північний (Ленінград). Відповідно до цього рішення танкові групи, що наступали на Москву, вивели зі складу групи «Центр» і спрямували на південь (2-га танкова група) і на північ (3-тя танкова група). Наступ на Москву мали продовжити піхотні дивізії групи армій «Центр», але бої в районі Смоленська тривали, і 30 липня група армій «Центр» отримала наказ перейти до оборони. Таким чином, наступ на Москву було відкладено.
8 — 9 серпня група армій «Північ» відновила наступ на Ленінград. Фронт радянських військ розділено, вони змушені відходити різними напрямками до Таллінна та Ленінграда. 8 вересня, із захопленням Шліссельбурга, німецькі війська взяли Ленінград у кільце.

Європейський театр Другої світової війни. Серпень 1941

6 вересня Гітлер своїм наказом зупинив наступ групи військ «Північ» на Ленінград, і віддав наказ фельдмаршалу Леебу віддати всі танки і значну частину військ, щоб «якомога швидше» розпочати наступ на Москву.
16 жовтня, відмовившись від штурму Ленінграда, група армій «Північ» продовжила наступ на Тихвинському напрямку, з наміром з'єднатися з фінськими військами східніше Ленінграда, однак контрудар радянських військ під Тихвином зірвав ці плани.

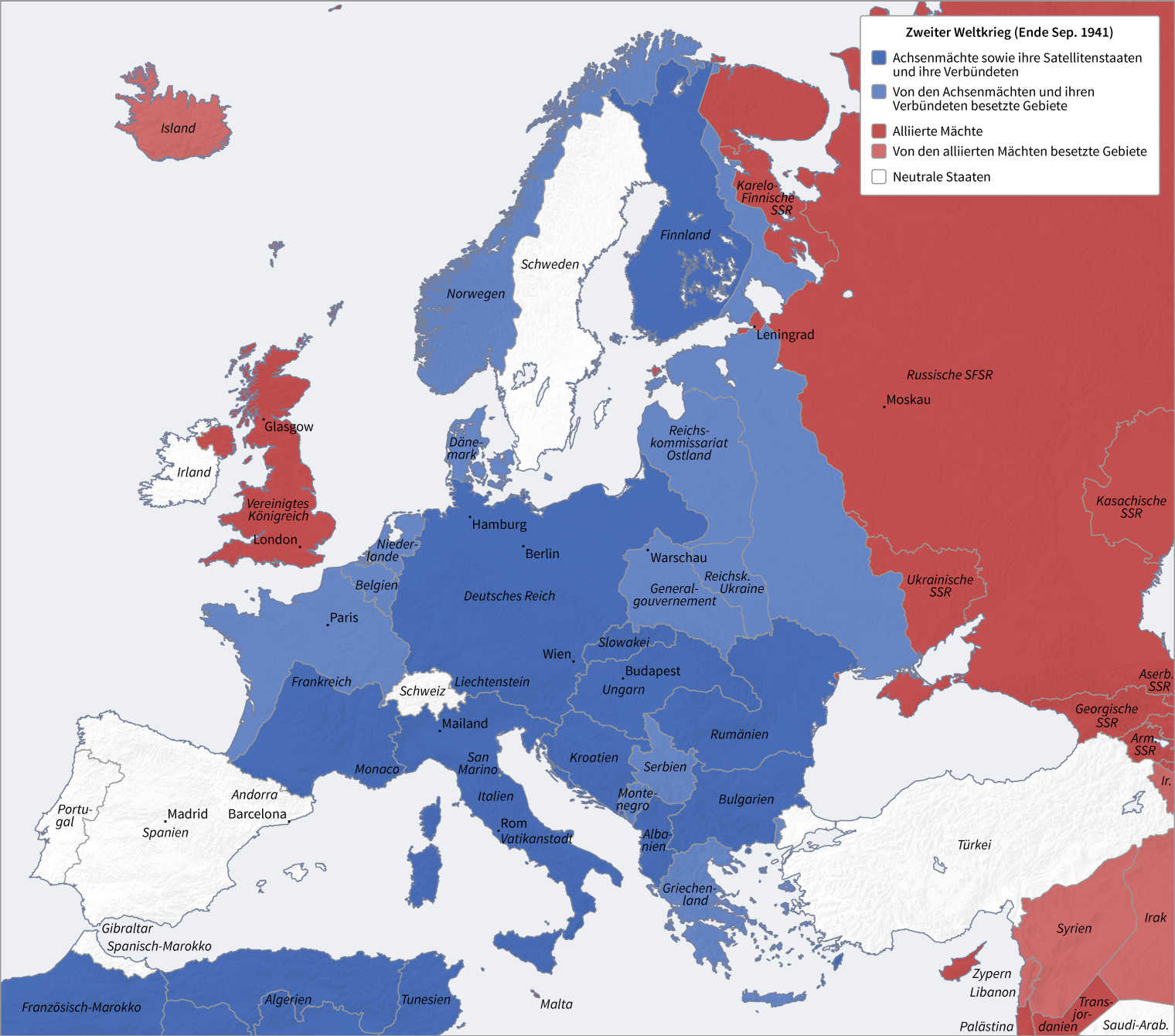
Європейський театр Другої світової війни. Вересень 1941

На початку серпня на південному фланзі фронту війська групи армій «Південь» відрізали від Дніпра та оточили під Уманню дві радянські армії. Однак захопити Київ їм знову не вдалося. Тільки після повороту військ південного флангу групи армій «Центр» (2-ї армії і 2-ї танкової групи) на південь становище радянського Південно-Західного фронту різко погіршилося. Німецька 2-га танкова група, відбивши контрудар Брянського фронту, форсувала Десну та 15 вересня з'єдналась з 1-ю танковою групою, що наступала з Кременчуцького плацдарму. Внаслідок боїв на сході від Києва радянський Південно-Західний фронт був повністю розгромлений.
Катастрофа під Києвом відкрила німцям шлях на південь. 5 жовтня 1-ша танкова група вийшла до Азовського моря у Мелітополі, відрізавши війська Південного фронту. У жовтні 1941 року німецькі війська захопили майже весь Кримський півострів, крім Севастополя, який опинився в облозі. Німецькі війська продовжили наступ на Донбас та Ростов. 24 жовтня захоплено Харків, до кінця жовтня зайнято основні міста Донбасу. 17 жовтня захоплено Таганрог. 21 листопада 1-ша танкова армія увійшла в Ростов-на-Дону, досягнувши цілей плану «Барбаросса» на півдні. Однак 29 листопада радянські війська вибили німців з Ростова, і до літа 1942 лінія фронту на півдні стабілізувався по рубежу річки Міус.

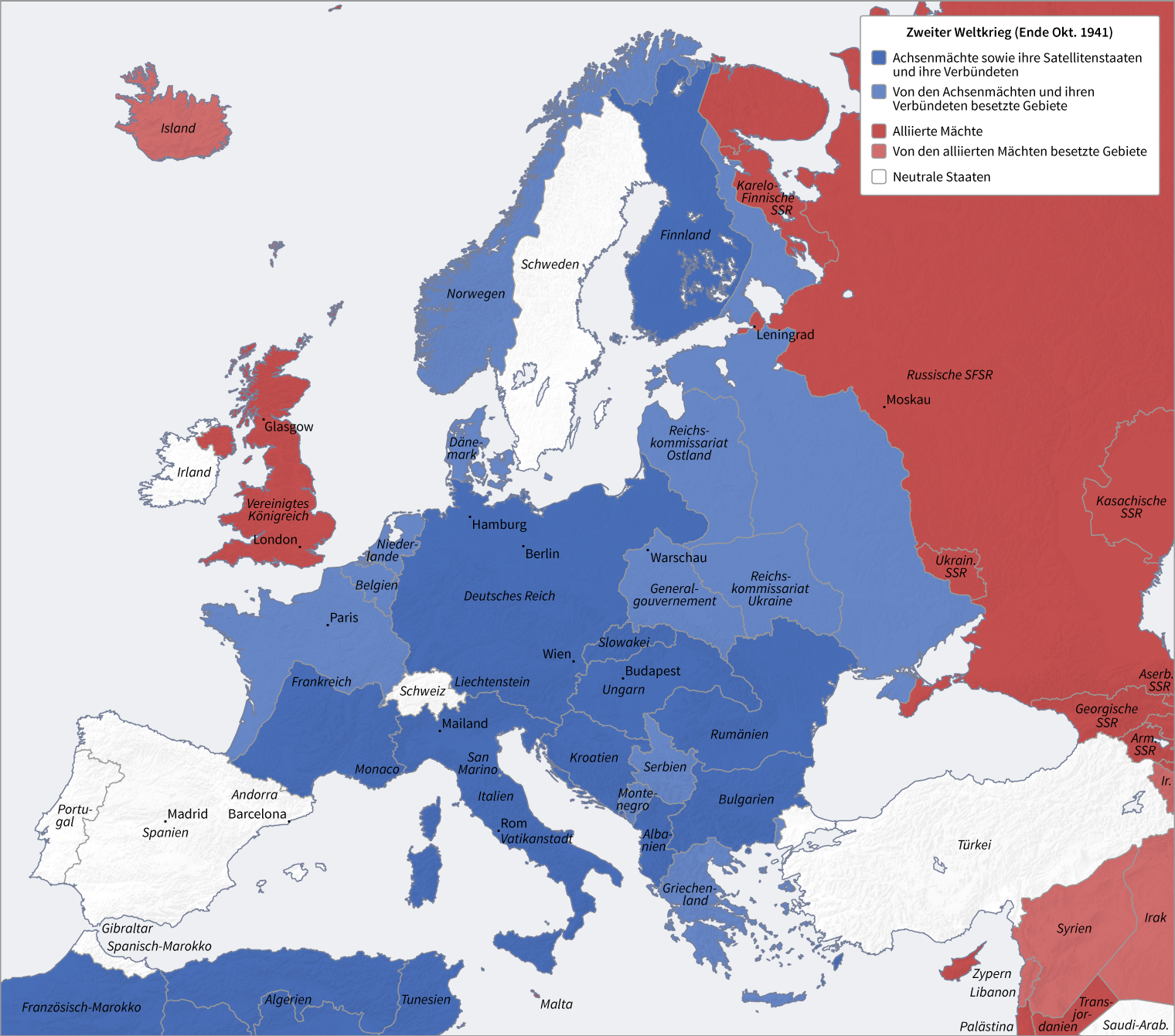
Європейський театр Другої світової війни. Жовтень 1941

30 вересня 1941 року німецькі війська почали наступ на Москву. Внаслідок глибоких проривів німецьких танкових з'єднань основні сили радянських Західного, Резервного та Брянського фронту опинилися оточеними біля Вязьми та Брянська. Всього в полон потрапило понад 660 тис. осіб.

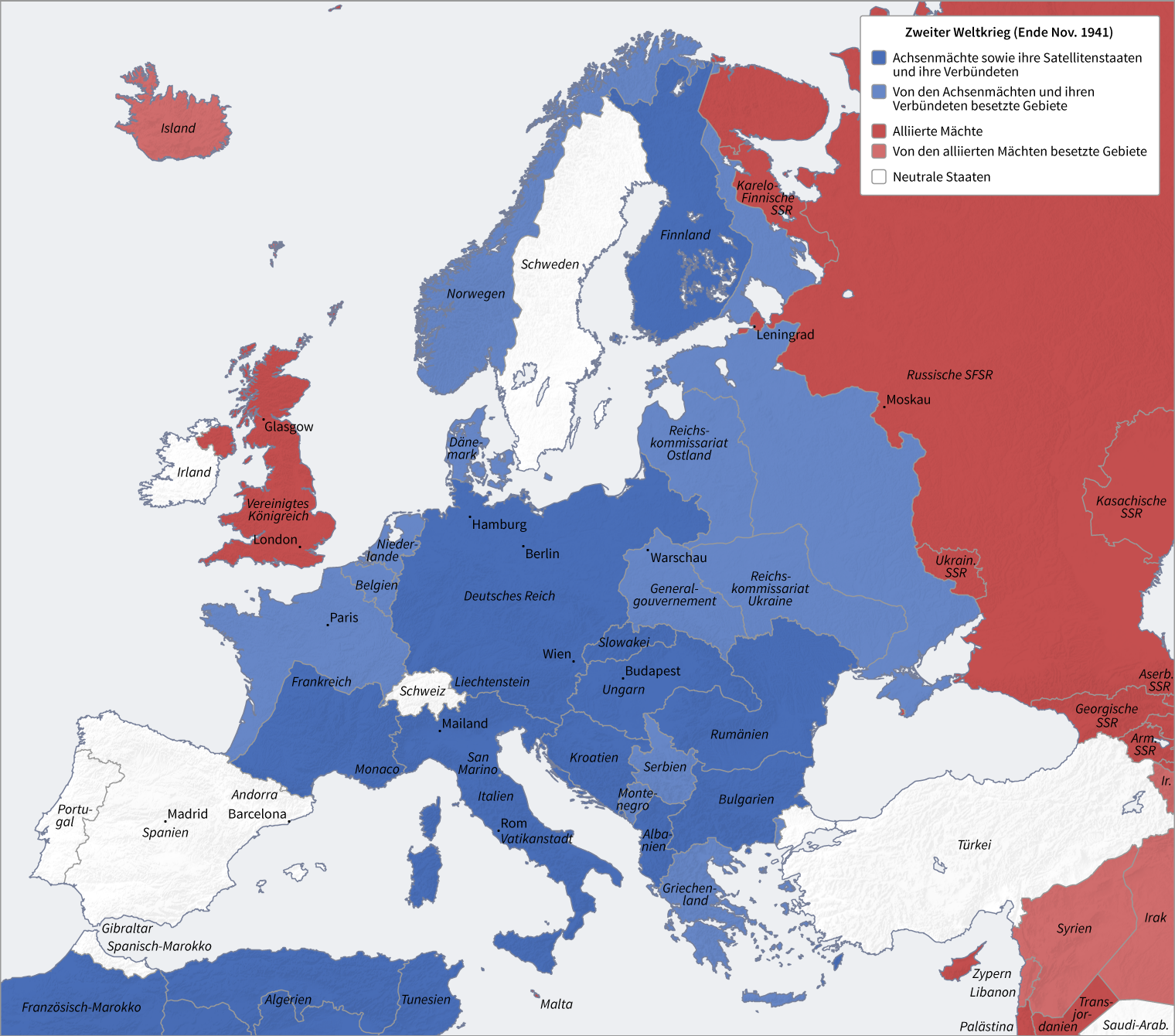
Європейський театр Другої світової війни. Листопад 1941

15 — 18 листопада війська Третього Рейху із закінченням бездоріжжя відновлюють наступ на Москву, проте до грудня зупинені на всіх напрямках.

#### Зима 1941—1942
5 грудня 1941 року Калінінський, Західний та Південно-Західний фронти перейшли в контрнаступ. Успішне просування радянських військ змусило німецький вермахт перейти до оборони по всій лінії фронту. До початку 1942 року німці відкинуті на 100—250 км на захід. Поразка під Москвою стала першою великою поразкою вермахту в цій війні.

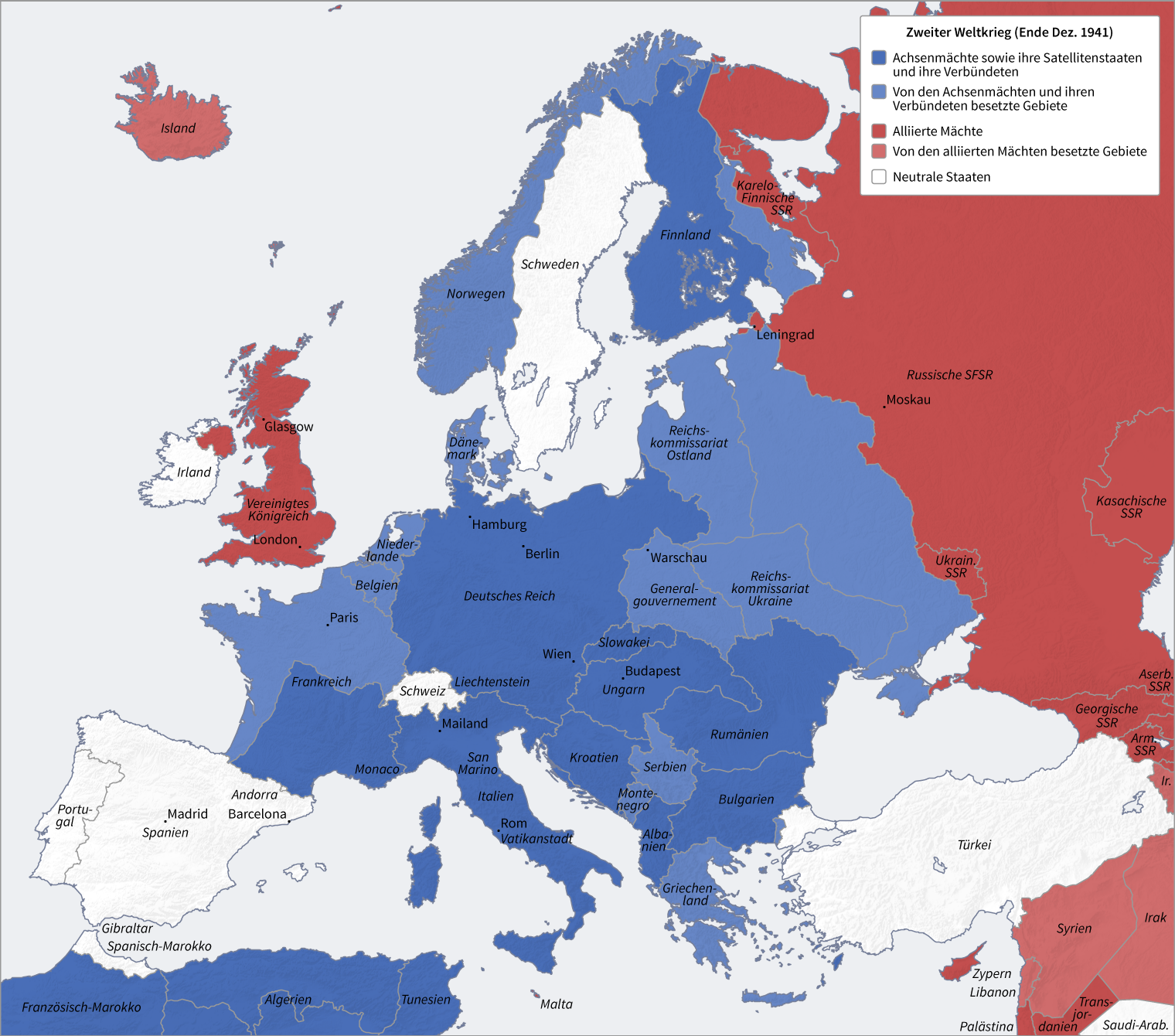
Європейський театр Другої світової війни. Грудень 1941

Успіх радянських військ під Москвою спонукав радянське командування перейти в широкомасштабний наступ. 8 січня 1942 року сили Калінінського, Західного та Північно-Західного фронту переходять у наступ проти німецької групи армій «Центр». Їм не вдалося виконати визначеного завдання, і після кількох спроб, до середини квітня, зазнавши великих втрат, довелося припинити наступ та перейти до оборони. Німці зберегли Ржевсько-Вяземський плацдарм, який становив небезпеку для Москви.

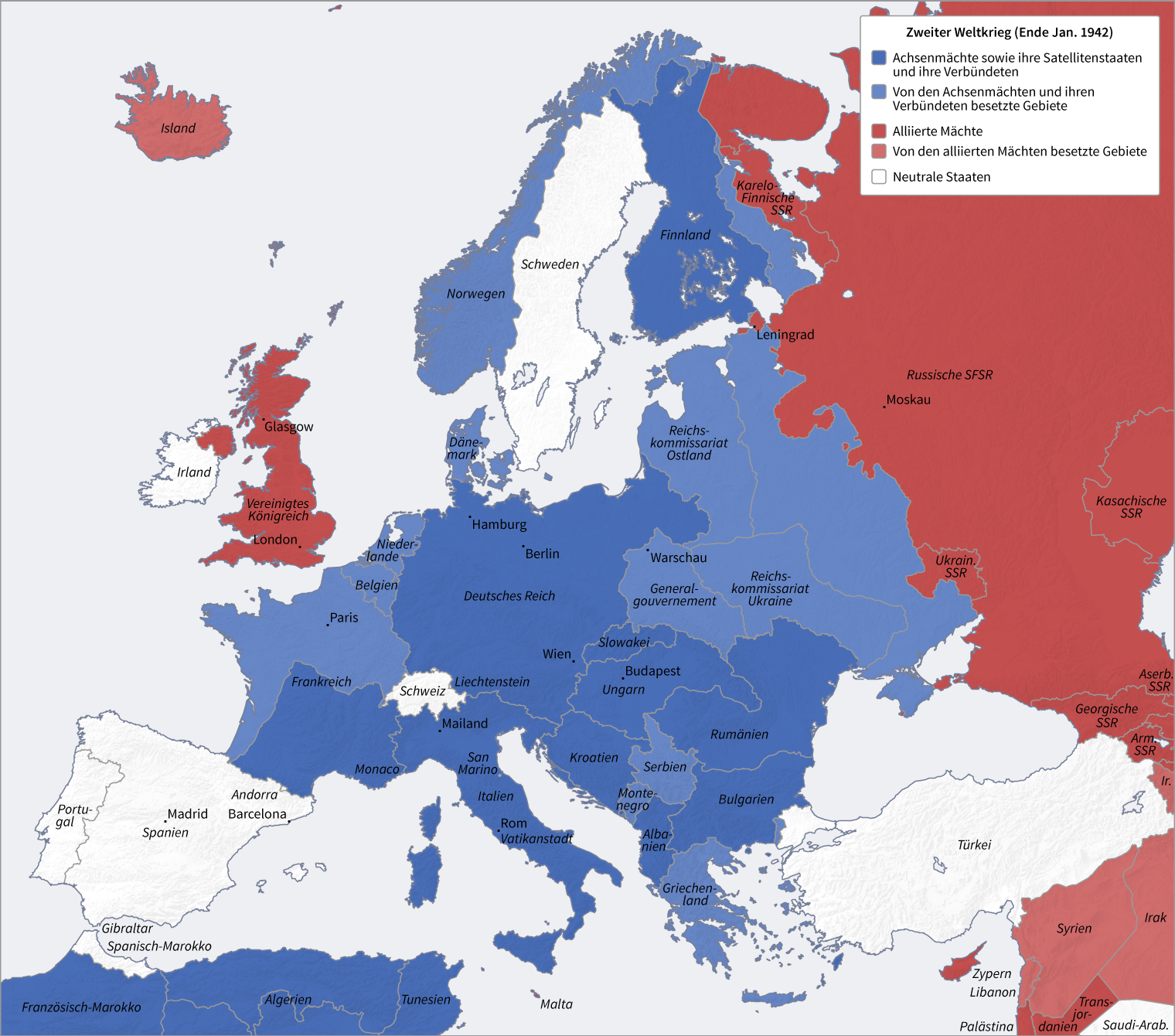
Європейський театр Другої світової війни. Січень 1942

На північному фланзі спроби Волховського та Ленінградського фронтів деблокувати Ленінград також не увінчалися успіхом і призвели до оточення в березні 1942 року частини сил Волховського фронту.

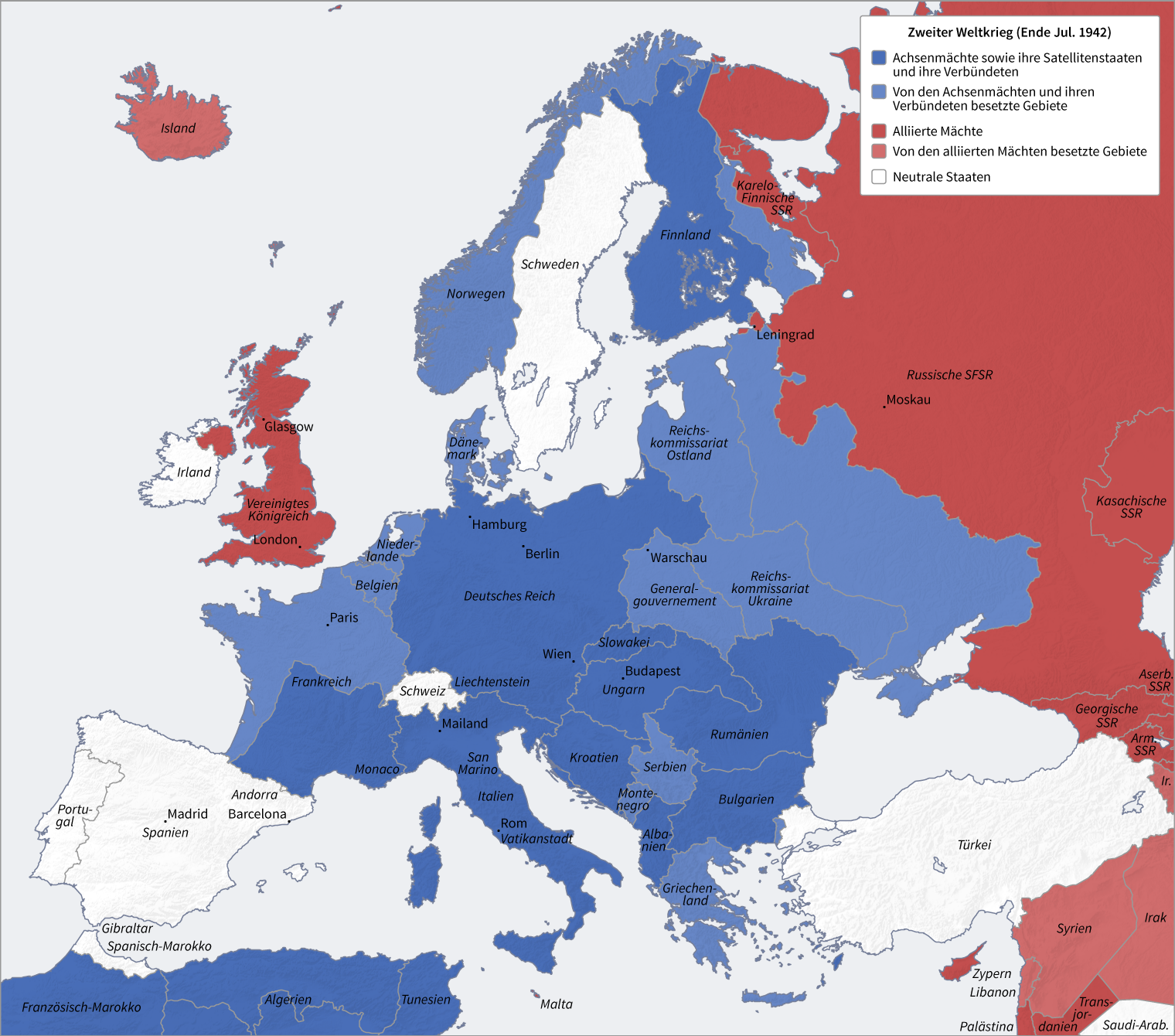
Європейський театр Другої світової війни. Липень 1942

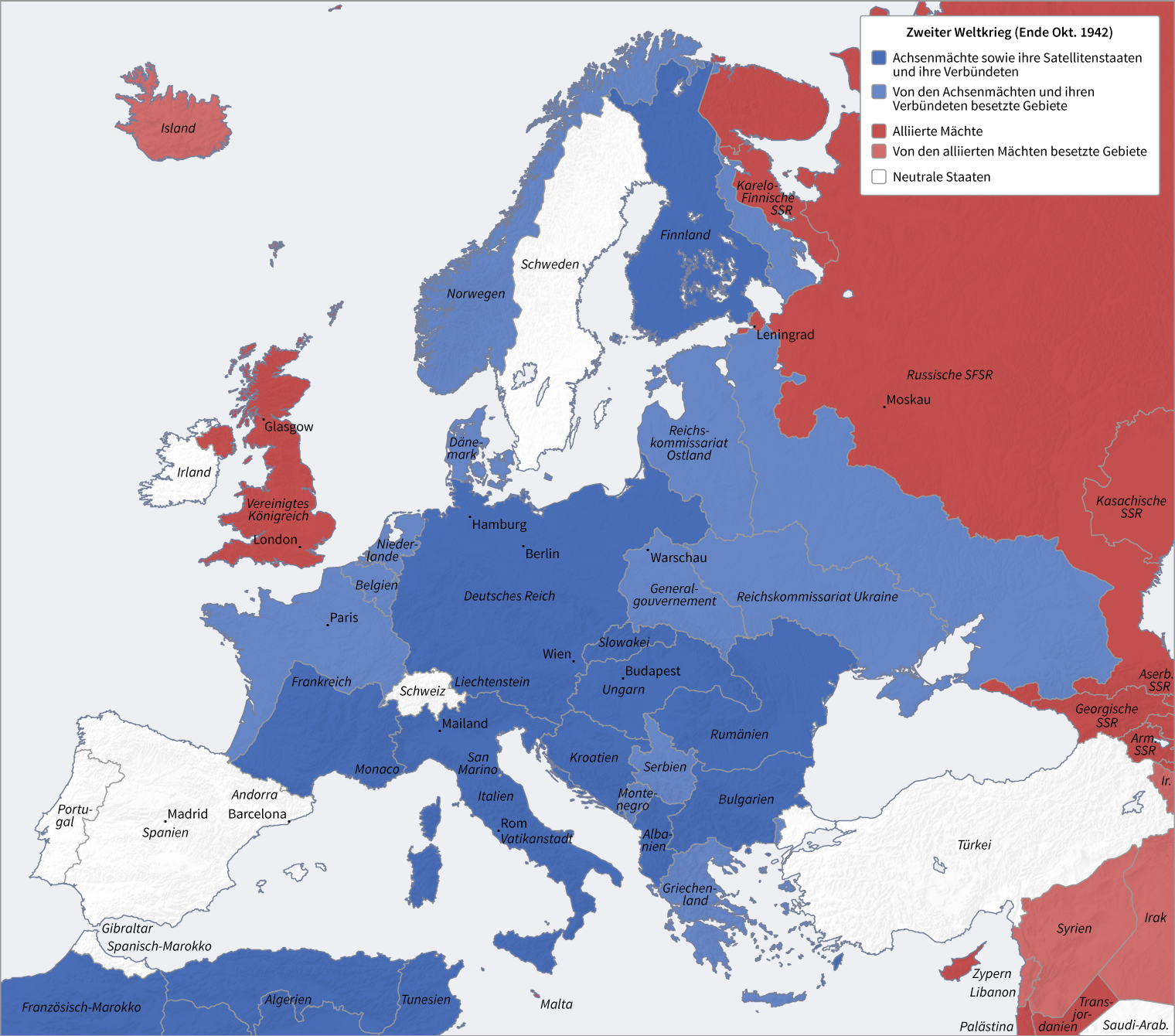
Європейський театр Другої світової війни. Жовтень 1942

### Німецький наступ на півдні

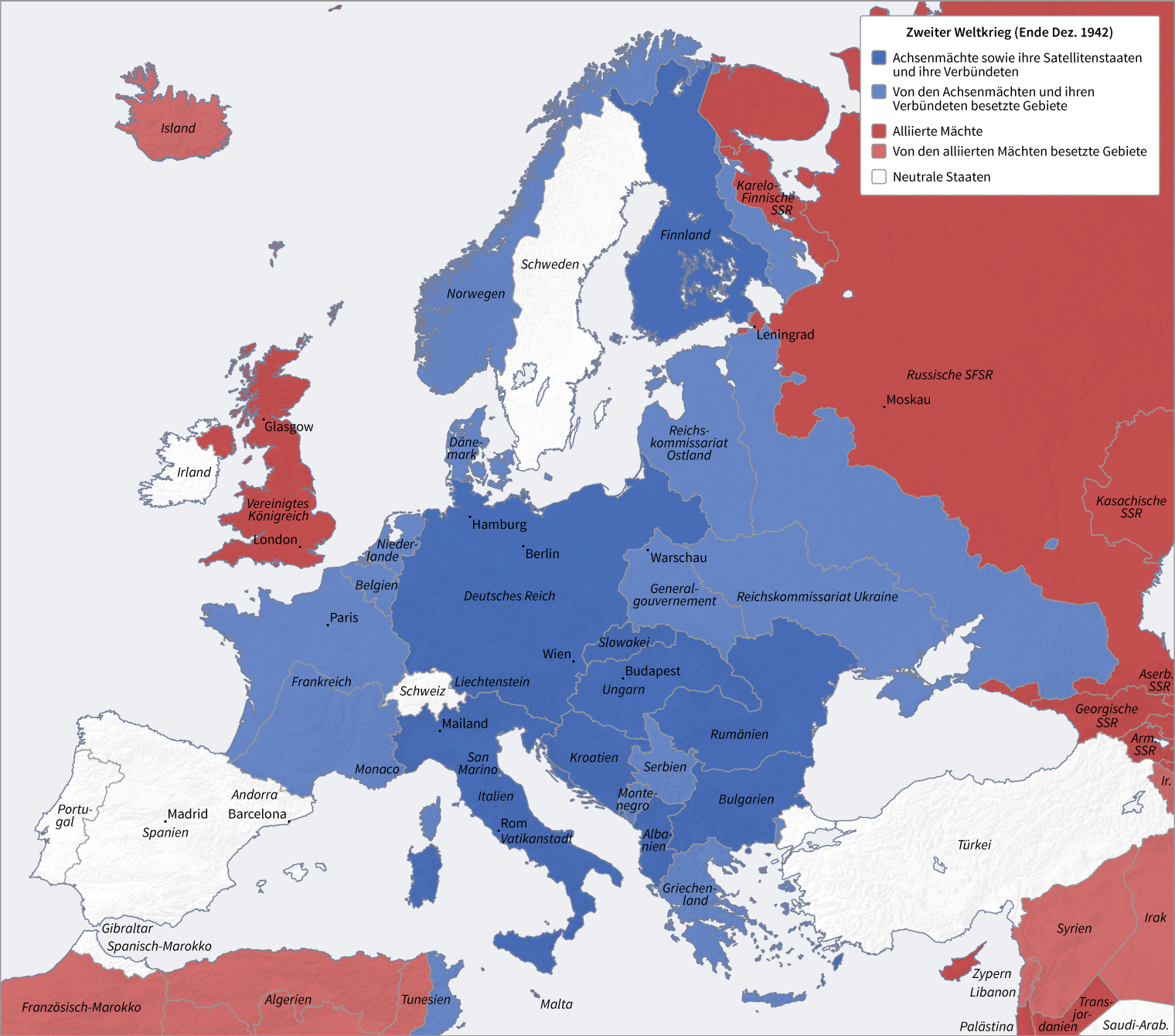
Європейський театр Другої світової війни. Грудень 1942

12 травня 1942 року радянські війська розпочали наступ під Харковом, який швидко закінчився провалом. Німецькі війська зуміли відбити удар, оточити його основне ударне угруповання та майже повністю розгромити Червону армію південніше Харкова. Після нетривалої передишки вермахт перейшов у стратегічний наступ на південному фланзі німецько-радянського фронту. Також нищівної поразки зазнали радянські війська у Криму. 9 місяців радянські моряки утримували Севастополь, і до 4 липня 1942 року залишки радянських військ евакуювалися в Новоросійськ. У підсумку оборона радянських військ на південній ділянці виявилася ослабленою. Користуючись цим, німецьке командування розпочало стратегічний наступ на двох напрямках: на Сталінград та на Кавказ.
Після запеклих боїв під Воронежем та на Донбасі німецьким військам групи армій «B» вдалося прорватися до Дону. В середині липня почалася Сталінградська битва, у якій радянським військам з великими втратами вдалося скувати ударне угруповання противника.
23 липня група армій «A», що наступала на Кавказ, здобула Ростов-на-Дону і продовжила наступ на Кубань. 12 серпня здобуто Краснодар. Однак у боях у передгір'ях Кавказу та під Новоросійськом радянським військам вдалося зупинити противника.
Тим часом на центральній ділянці радянське командування розпочало велику наступальну операцію з розгрому Ржевсько-Сичевського угруповання противника (9-ї армії групи армій «Центр»). Однак здійснена з 30 липня до кінця вересня Перша Ржевсько-Сичовська операція не увінчалася успіхом.
Не вдалося також прорвати блокаду Ленінграда, хоча радянський наступ змусив німецьке командування відмовитися від штурму міста.
У листопаді, після трьох місяців кривавої битви німецькі війська нарешті досягли берегів Волги у центрі Сталінграда, захопивши 90 % міста, і розділити радянські війська, що залишилися, у двох невеликих котлах. Бойові дії тривали, але ситуація перетворилась на складну для військ вермахту, які були дуже обмежені в маневрі та в засобах постачання.

### Підсумок
Другий період війни в Європі ознаменувався перенесенням центру тяжіння основних воєнних дій на Східний фронт. Мільйонні армії билися на безмежних просторах Північної, Південно-Східної та Східної Європи від Мурманська до передгір'я Кавказу. Протягом 17 місяців радянські та німецькі війська змагались у чисельних битвах, де вочевидь переважав гітлерівський вермахт.
Але вперше з початку війни в Європі німецький план війни під назвою «Барбаросса», заснований на ідеї «блискавичної війни», не був реалізований повною мірою. Бліцкриг, за розрахунками нацистського керівництва, мав зайняти 8-10 тижнів до початку зими й передбачав швидке просування танкових з'єднань, оточення й знищення радянських сухопутних військ у західних районах СРСР. Кінцева мета операції: вихід на лінію Астрахань — Архангельськ. Уральську промисловість передбачалось «паралізувати за допомогою авіації». На 19 листопада 1942 року німецькому вермахту вдалося вийти на визначений рубіж лише на нікчемній ділянці в Сталінграді.
На території окупованої Європи значних дій не відбувалося, лише на Балканському півострові активно діяли югославські партизани, відкривши ще один, фронт війни проти нацистських та фашистських загарбників, що вдерлися на їхню землю.

## Третій етап війни (листопад 1942— грудень 1943 року)

### Перелом у війні
19 листопада 1942 року радянські війська перейшли в контрнаступ під Сталінградом. Силами Південно-Західного, Сталінградського, Донського фронтів було оточено 330-тисячне угруповання німецьких військ, 2 лютого 1943 року залишки оточеного угруповання капітулювали. В полон потрапило все його командування — 24 генерали на чолі з фельдмаршалом Паулюсом. У Німеччині було проголошено триденний траур.
Водночас, спроба радянського наступу на центральній ділянці радянсько-німецького фронту 25 листопада — 20 грудня 1942 року закінчилася невдало.

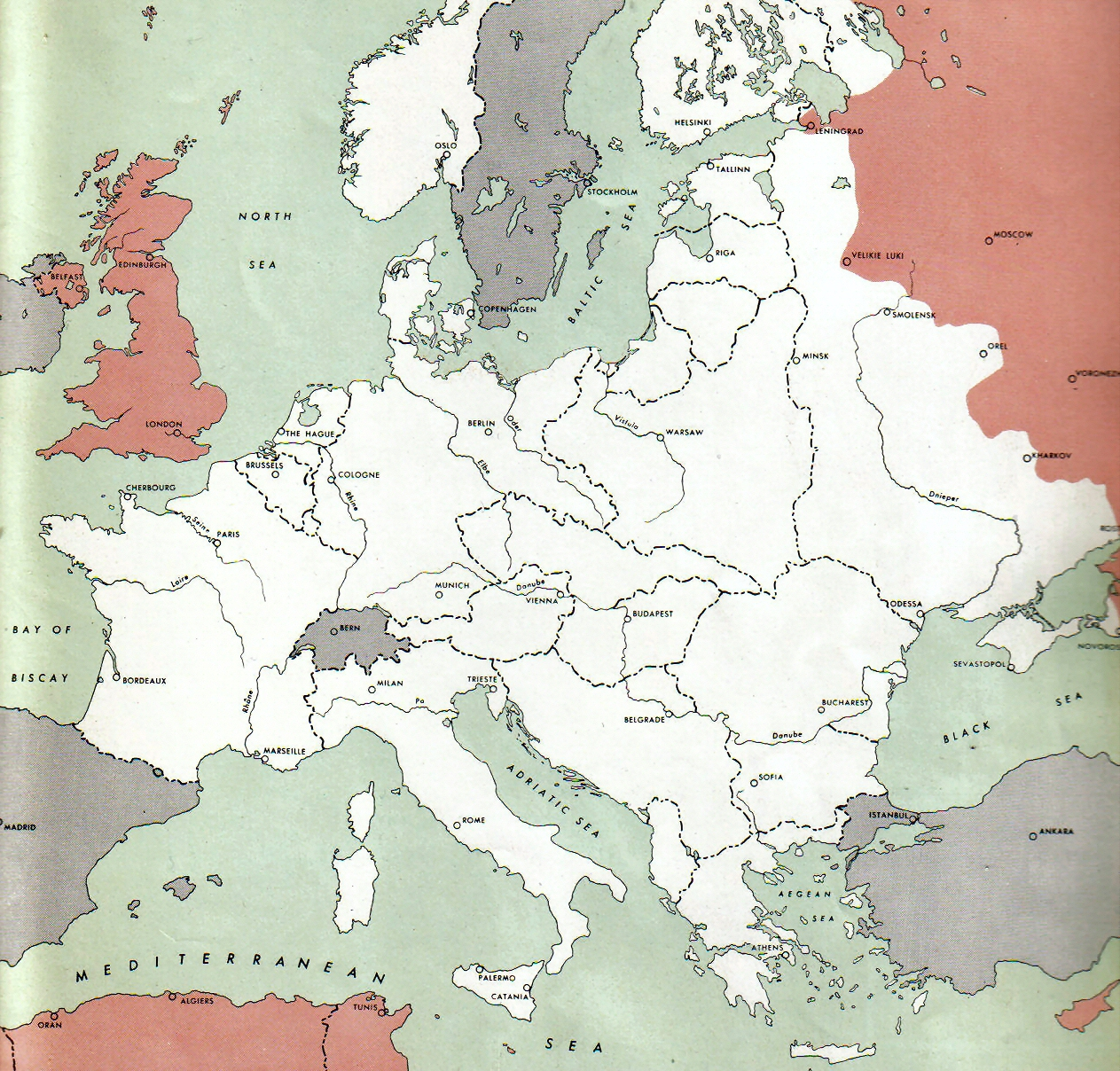
Європейський театр Другої світової війни. 1 липня 1943

З початку нового 1943 року Радянський Союз розпочав чисельні спроби переломити хід боїв на свою користь. Так, 12 січня 1943 року внаслідок наступу Червоної Армії прорвано кільце блокади навколо Ленінграда, яка тривала з 8 вересня 1941 року по 27 січня 1944 року — 872 доби.
Впродовж зимового наступу Червоної армії визволена від нацистських окупантів велика частина південної Росії, Північний Кавказ, Кубань, а також частка східної України. У наслідок боїв у центрі радянсько-німецького фронту утворився виступ завглибшки до 150 і шириною до 200 кілометрів, обернений на захід (так звана «Курська дуга»). Німецьке командування вирішило здійснити стратегічну операцію на Курському виступі. Для цього розроблено і у квітні 1943 року затверджено військову операцію під кодовою назвою «Цитадель». Маючи дані про підготовку німецьких військ до наступу, Ставка Верховного Головнокомандування вирішила тимчасово перейти до оборони на Курській дузі і в ході оборонної битви знекровити ударні угрупування ворога і цим створити сприятливі умови для переходу радянських військ у контрнаступ, а потім у загальний стратегічний наступ.

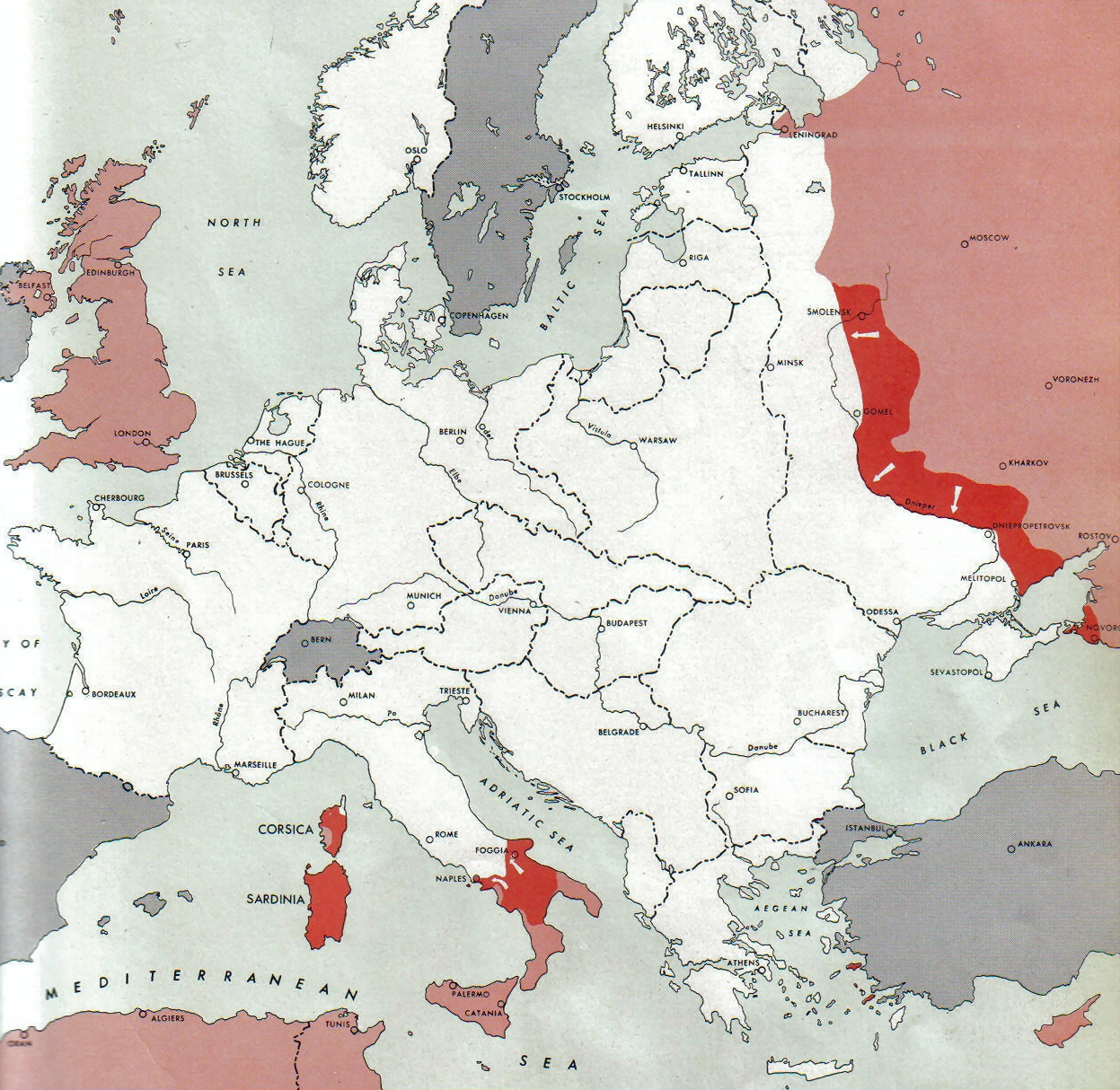
Європейський театр Другої світової війни. 1 жовтня 1943

У період з 5 липня до 23 серпня тривала масштабна Курська битва, в ході якої вперше в літній кампанії Червоною армією було завдано велику поразку військам вермахту. Загалом було знищено 30 німецьких дивізій, зокрема 7 танкових (серед яких елітні дивізії військ СС «Лейбштандарт СС Адольф Гітлер», «Мертва Голова», «Рейх», «Вікінг»). Почався відступ німецьких військ по всій лінії фронту — їм доводиться залишити Орел, Бєлгород, Брянськ, Смоленськ, Новоросійськ. Почалися бої за Білоруську РСР і Українську РСР. У битві за Дніпро Червона армія завдала Третьому Рейху чергової поразки, повністю звільнивши Лівобережну Україну та визволивши столицю України — місто Київ.

### Італійський фронт
10 липня 1943 року союзники, після розгрому німецько-італійського угруповання на півночі Тунісу, висадилися в Сицилії. Італійські війська здалися майже без бою, а опір союзникам чинив німецький 14-й танковий корпус. 22 липня американські війська захопили місто Палермо, і німці відступили на північний схід острова до Мессинської протоки. До 17 серпня німецькі частини, втративши всю бронетехніку і важке озброєння, переправилися на Апеннінський півострів. Одночасно з висадкою на Сицилії сили «Вільної Франції» висадилися на Корсиці (операція «Везувій»). Поразка італійської армії значно погіршила становище в країні. Зросло невдоволення режимом Муссоліні. Король Віктор Емануїл III вирішив заарештувати Муссоліні і поставити на чолі країни уряд маршала П'єтро Бадольо.

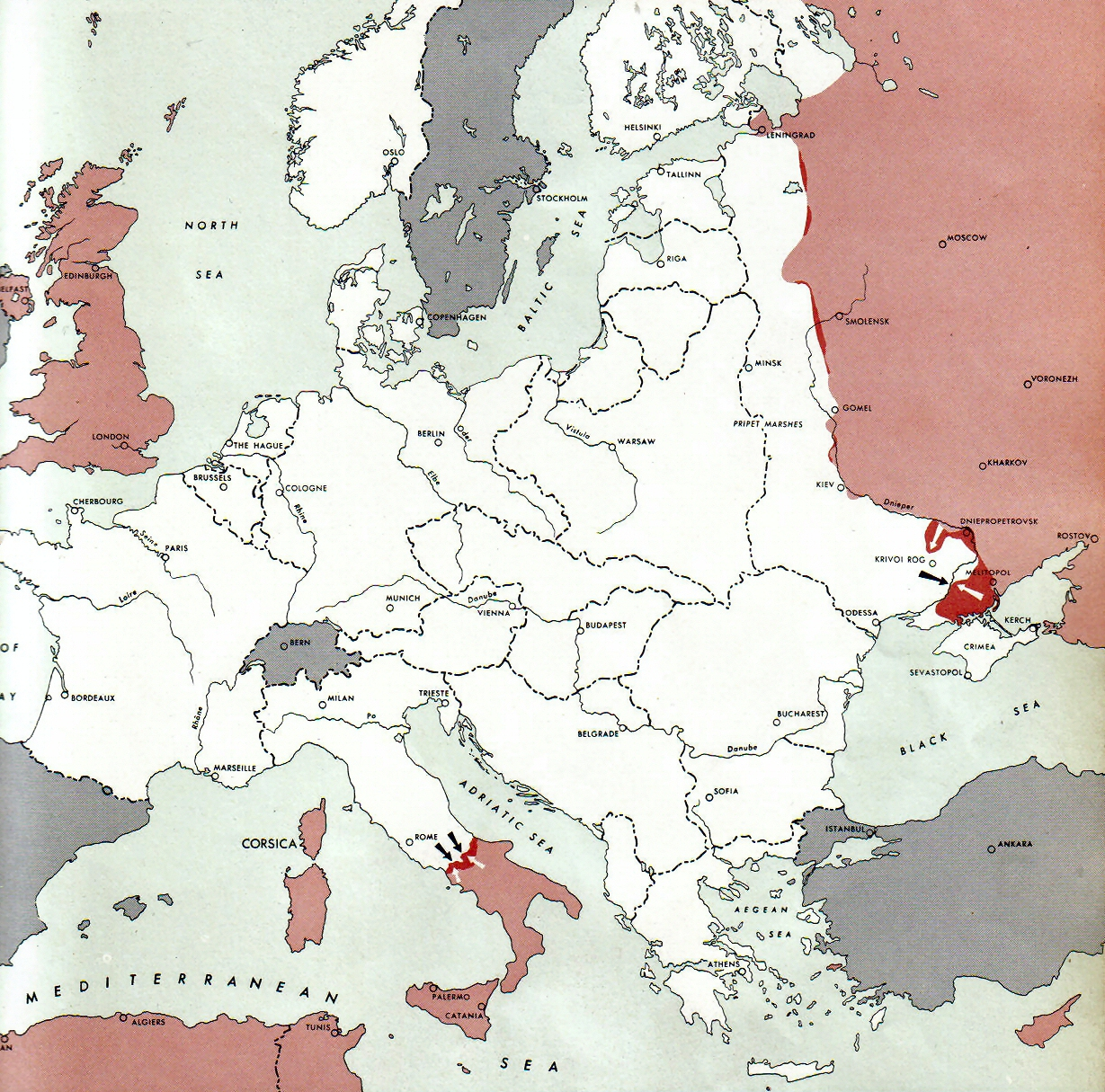
Європейський театр Другої світової війни. 1 листопада 1943

У вересні 1943 року британо-американські війська висадилися на півдні Апеннінського півострова. Бадольо підписав з ними перемир'я і оголосив про вихід Італії з війни. Однак, скориставшись розгубленістю союзників, Гітлер звільнив Муссоліні, і на півночі країни було створено маріонеткову державу Італійська соціальна республіка.
Восени 1943 року англо-американські війська просувалися на північ. 1 жовтня союзники та італійські партизани звільнили Неаполь, до 15 листопада союзники прорвали оборону німців на річці Вольтурно і форсували її. До січня 1944 року союзники досягли німецьких укріплень «Зимової лінії» біля Монте-Кассіно і річки Гарільяно.

### Підсумок
На третьому етапі воєнних дій в Європі основні дій продовжували відбуватися на Східному фронті. У цей період відбулися масштабні битви під Сталінградом, на Північному Кавказі, на Курській дузі. Відтепер і до кінця війни нацистська Німеччина вимушена була тільки оборонятися. Військова майстерність, набута Червоною армією в ході війни, дозволила з ходу форсувати Дніпро, визволити Київ і просунутись далеко на Правобережжя.
До кінця 1943 року Червона армія повернула собі понад 2/3 окупованої військами Вермахту території Радянського Союзу і вийшла на лінію Вітебськ — Орша — Житомир — Кіровоград — Кривий Ріг — Перекоп — Керч, захопивши на правому березі Дніпра, на Керченському півострові та на південному березі Сиваша плацдарми оперативного і стратегічного значення. Таким чином було створено сприятливі умови для відвоювання Правобережної України.
На середземноморському напрямку крах фашистського режиму в Італії і перехід її на бік союзників мав велике політичне значення: італійська армія вийшла з боротьби, в Південній Італії фашизм впав, а в Північній і Центральній тримався тільки на німецьких багнетах.

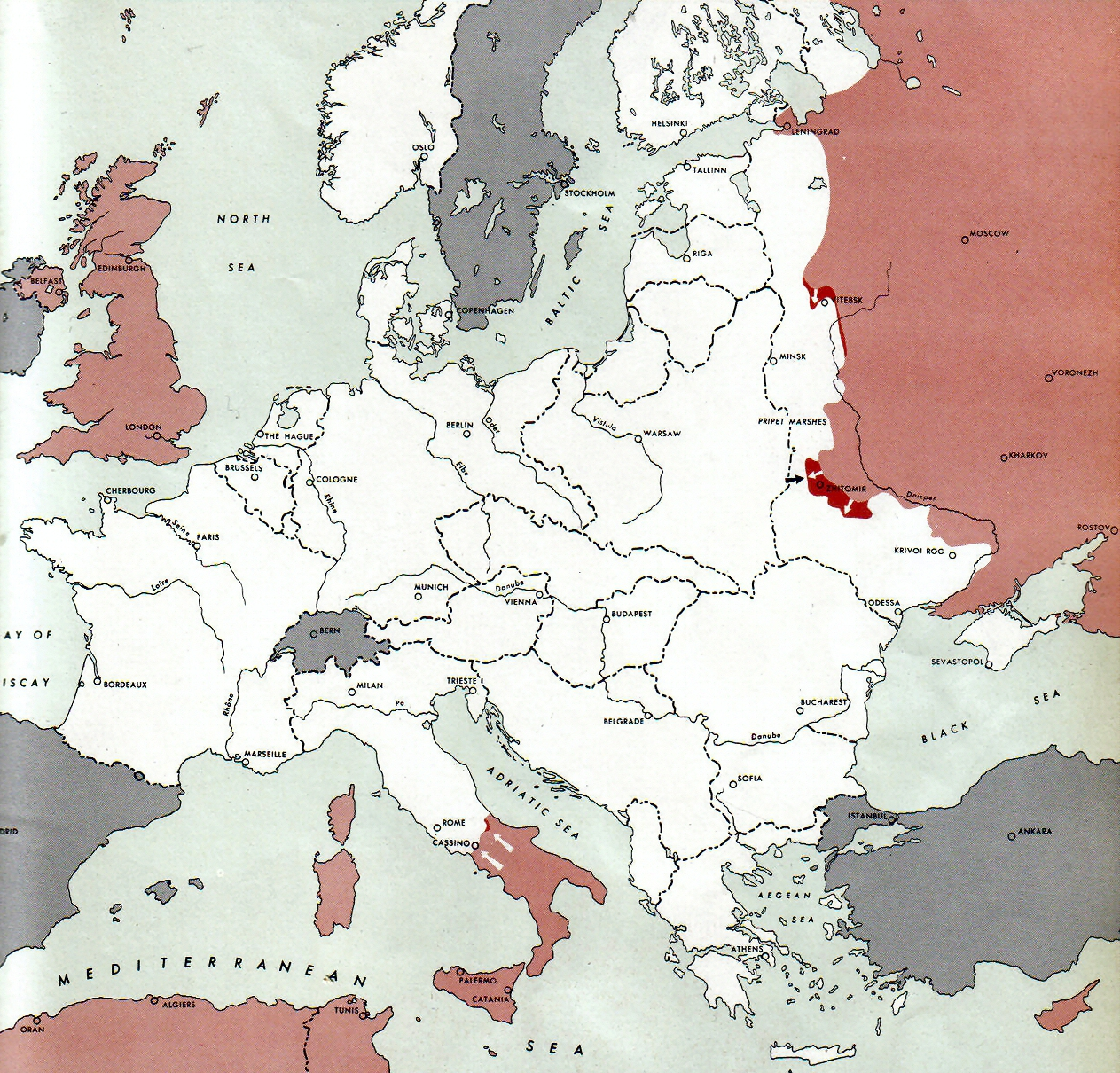
Європейський театр Другої світової війни. 1 січня 1944

## Четвертий етап війни (січень 1944— травень 1945 року)

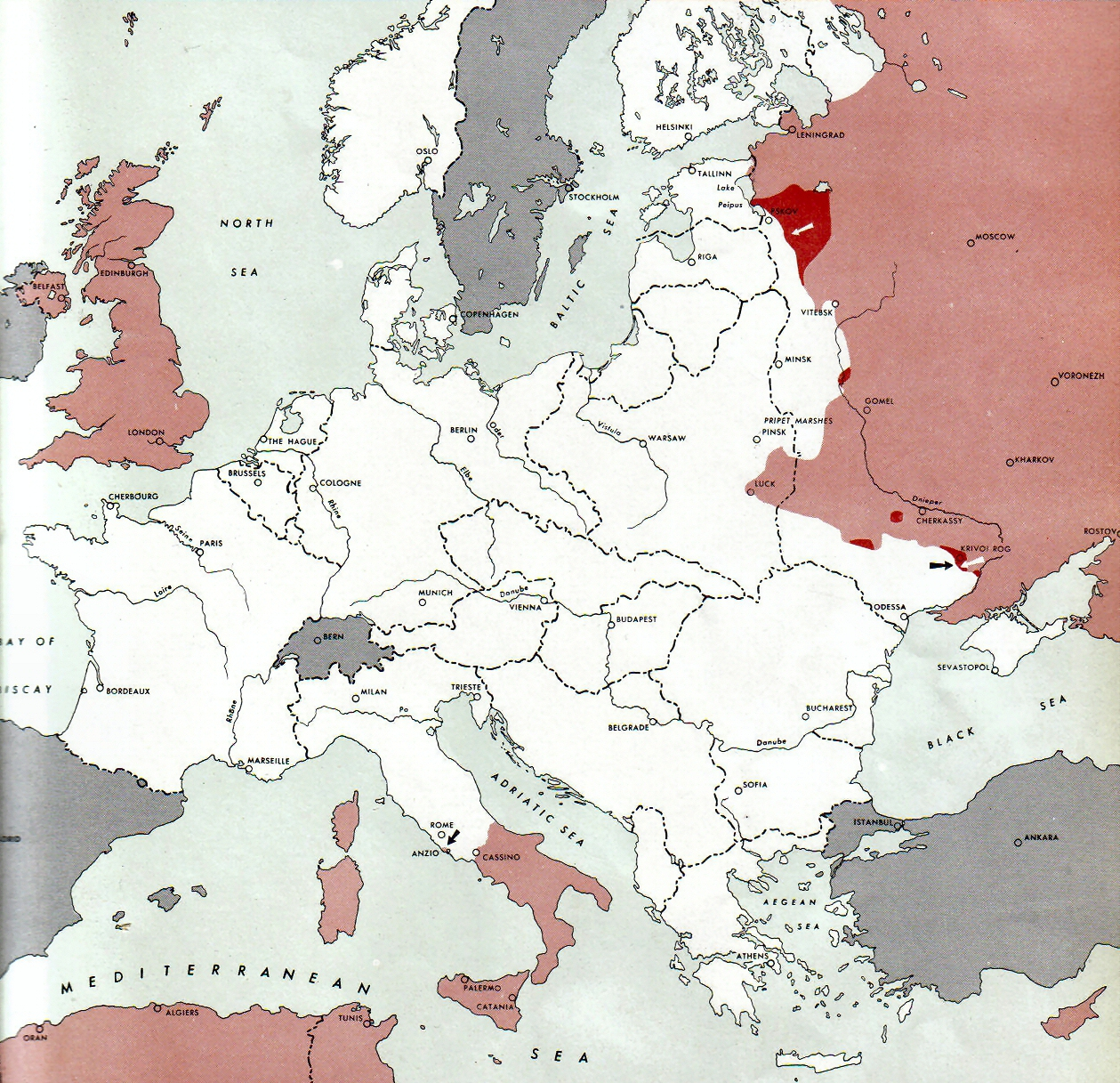
Європейський театр Другої світової війни. 1 березня 1944

### Східний фронт

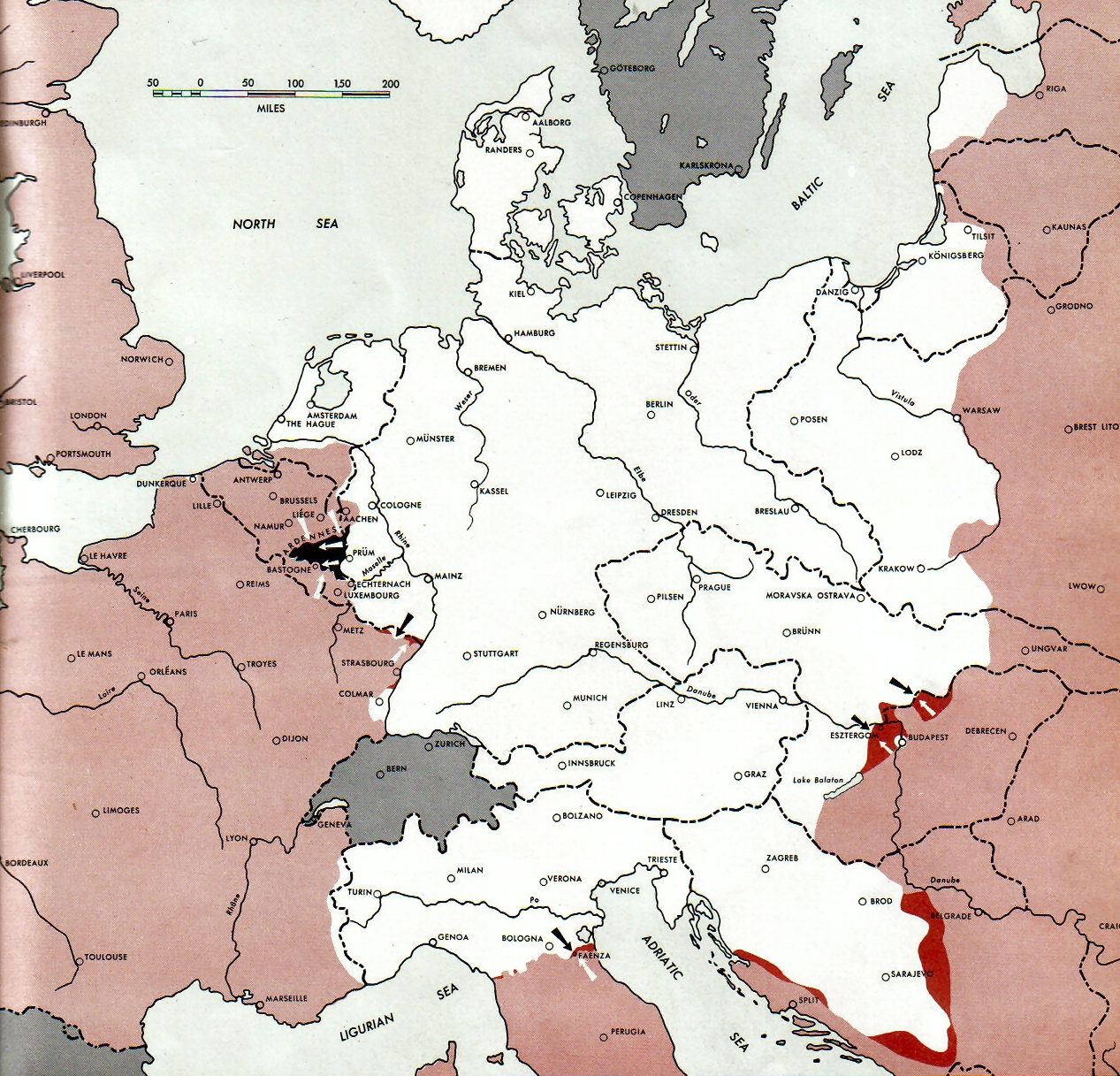
Європейський театр Другої світової війни. 1 січня 1945

У підсумку наступальних операцій чотирьох Українських і 2-го Білоруського фронтів, проведених на Правобережній Україні в період з кінця грудня 1943 року до квітня 1944, були здобуті важливі результати. Зазнало серйозної поразки найбільше стратегічне угрупування ворога. Виходом радянських військ до Карпат був розірваний фронт противника. Одна частина німецьких військ була відкинута на південь, а інша, з великими втратами, відійшла на територію Західної України.
1 березня 1944 року Ленінград було повністю звільнено від блокади противника. Під час Виборзько-Петрозаводської операції Червона армія розгромила фінські війська в Карело-Фінській РСР, створивши передумови для виходу Фінляндії з війни. Радянські війська захопили міста Виборг і Петрозаводськ, але були зупинені фінами під час боїв при Талі-Іхантала.

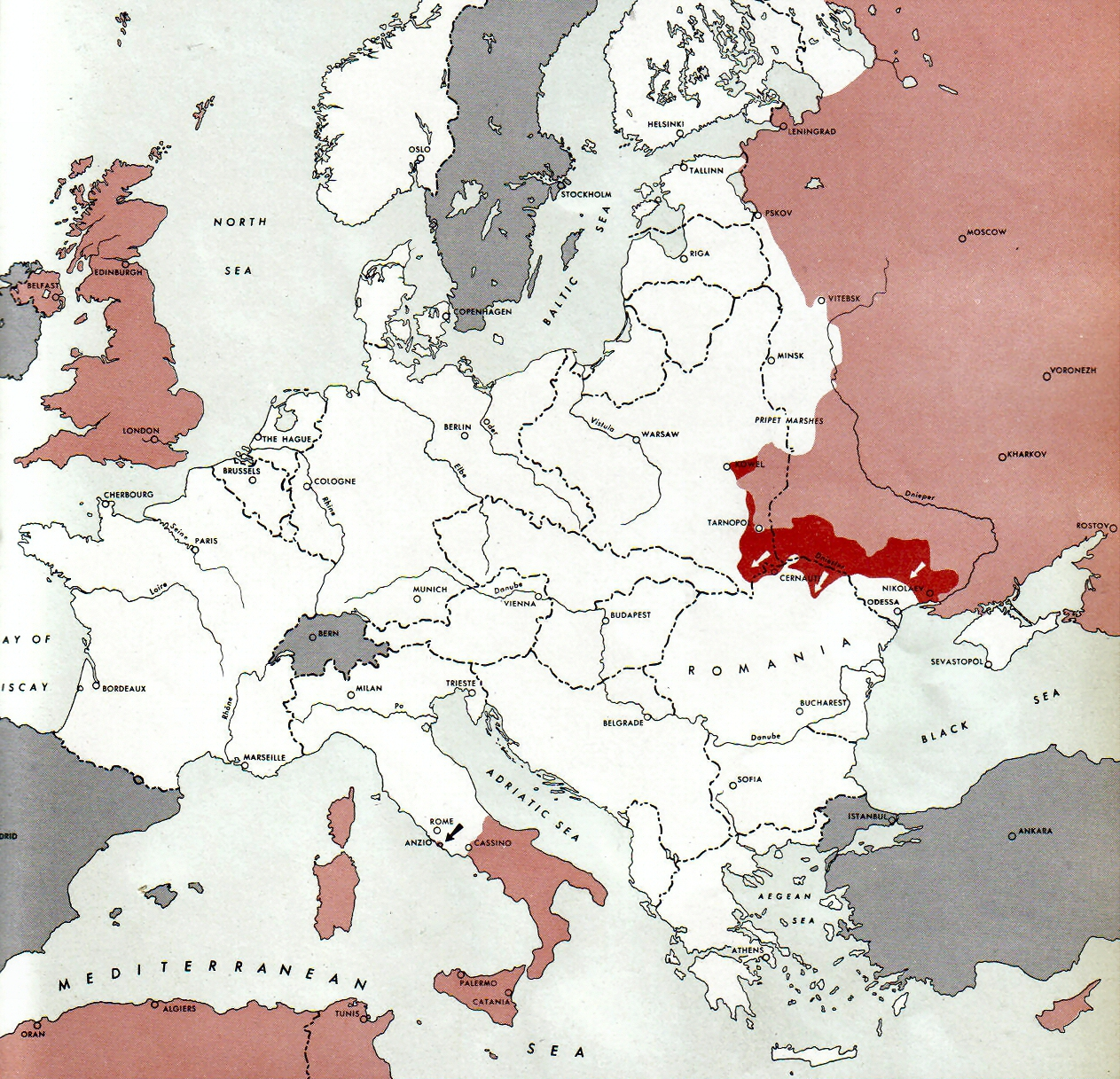
Європейський театр Другої світової війни. 1 квітня 1944

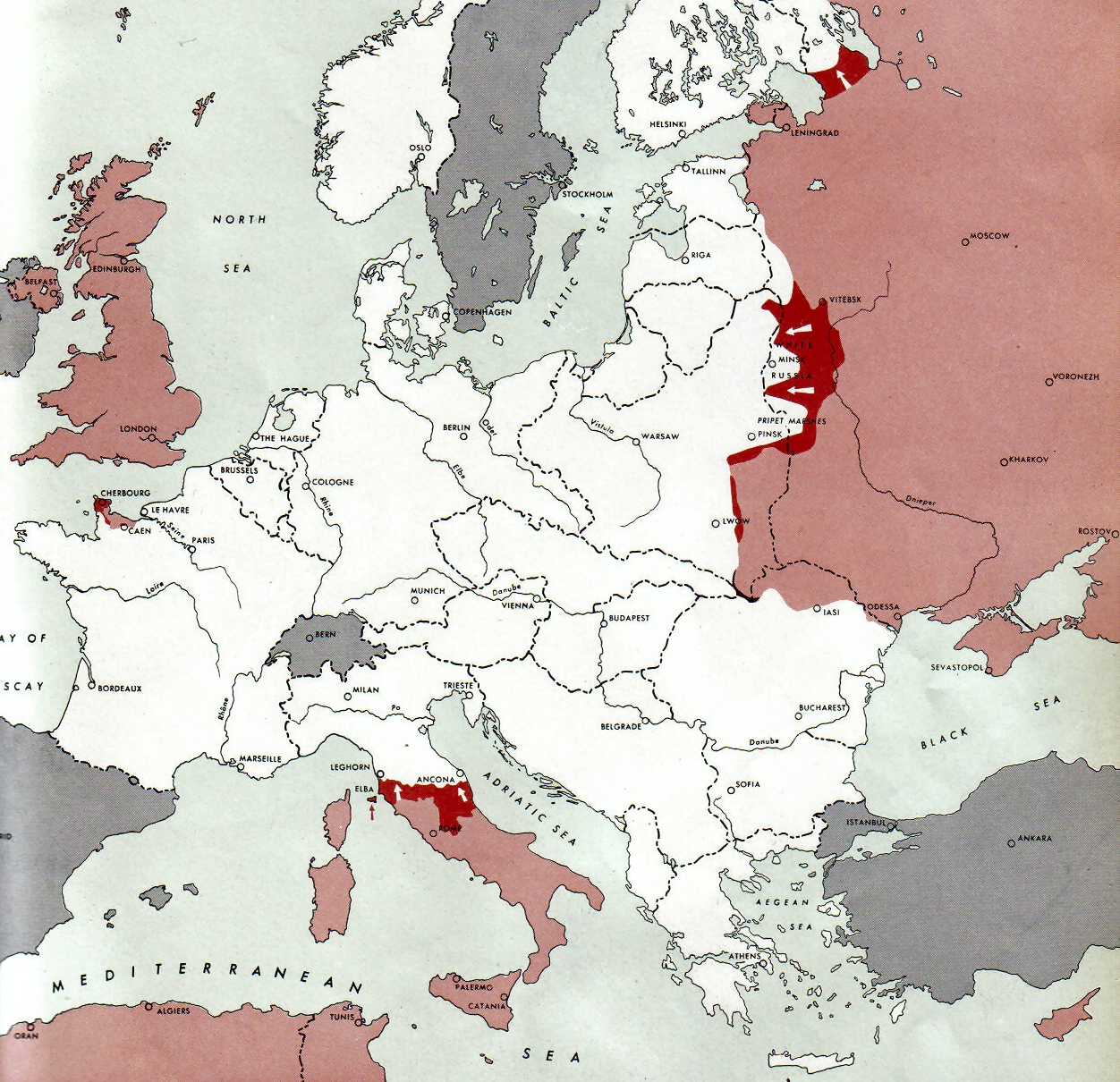
Європейський театр Другої світової війни. 1 липня 1944

23 червня радянські війська перейшли в широкомасштабний наступ на фронті від Балтики до Карпат на центральній ділянці фронту. Вермахт опинився в катастрофічному становищі під подвійним ударом і почав стрімко відкочуватися на захід. Успіх наступу в Білорусі помітно перевершив усі очікування радянського командування. В результаті двомісячного наступу повністю вигнали нацистських окупантів з Білоруської РСР, відбили частину Прибалтики, визволили східні райони Польщі. Практично повністю розгромили німецьку групу армій «Центр». Крім того, операція поставила під загрозу групу армій «Північ» у Прибалтиці.
Від 1 серпня до 2 жовтня 1944 року відбулося Варшавське повстання, організоване Армією Крайовою у Варшаві проти Третього Рейху. Метою повстання було звільнення Варшави й відновлення некомуністичної Польщі. Повстанці зазнали поразки. Радянські війська умисно затримали свій наступ, очікуючи поразки повстання.
Внаслідок наступу радянських військ на півночі Фінляндія у вересні підписала угоду про перемир'я з Великої Британією і СРСР і зобов'язалася сприяти виходу з країни німецьких військових з'єднань. Німецькі війська відмовилися виходити з території Фінляндії, колишні союзники почали воювати один проти одного.
14 вересня 1944 року почався наступ військ Червоної Армії на Прибалтику. В результаті Прибалтійської операції нацистських окупантів вигнали з Литовської РСР, Латвіської РСР і Естонської РСР. Розгромлено 26 дивізій групи армій «Північ», 3 дивізії повністю знищено. Понад те, 400-тисячне німецько-латиське угруповання військ опинилося в Курляндському котлі.
У жовтні 1944 року радянські війська і флот розгромили сили вермахту на півночі Фінляндії в області Петсамо, а також в Північній Норвегії.
20 серпня почалася Друга Яссько-Кишинівська операція. Червона Армія знищила німецьку групу армій «Південна Україна» і зайняла Румунське королівство. 23 серпня в Бухаресті відбувся антидиктаторський переворот, а наступного дня Румунія оголосила війну нацистській Німеччині.
8 вересня Червона армія увійшла до Болгарського царства, 9 вересня внаслідок перевороту ліквідовано монархію й Болгарія оголосила війну Третьому Рейху.

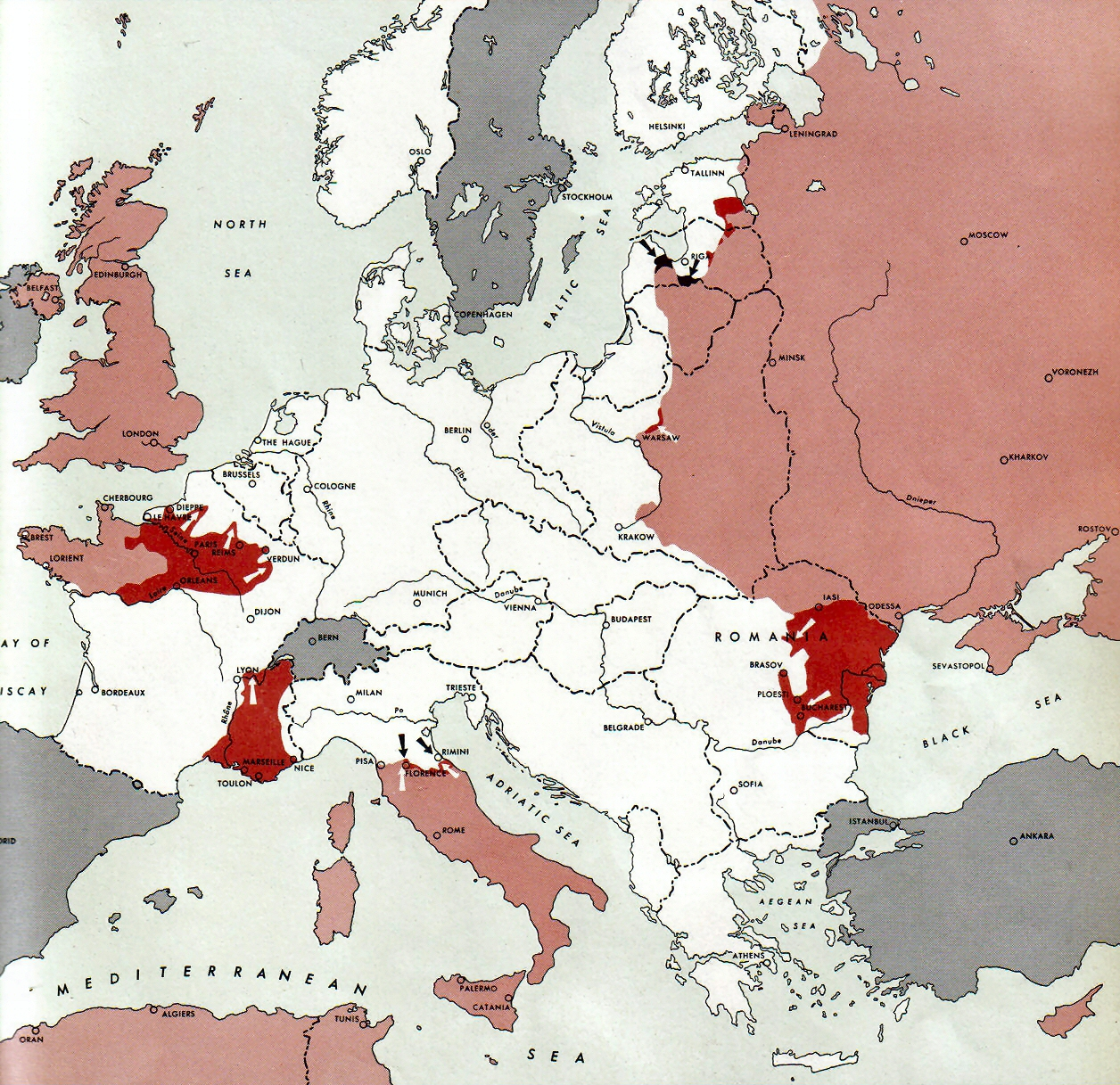
Європейський театр Другої світової війни. 1 вересня 1944

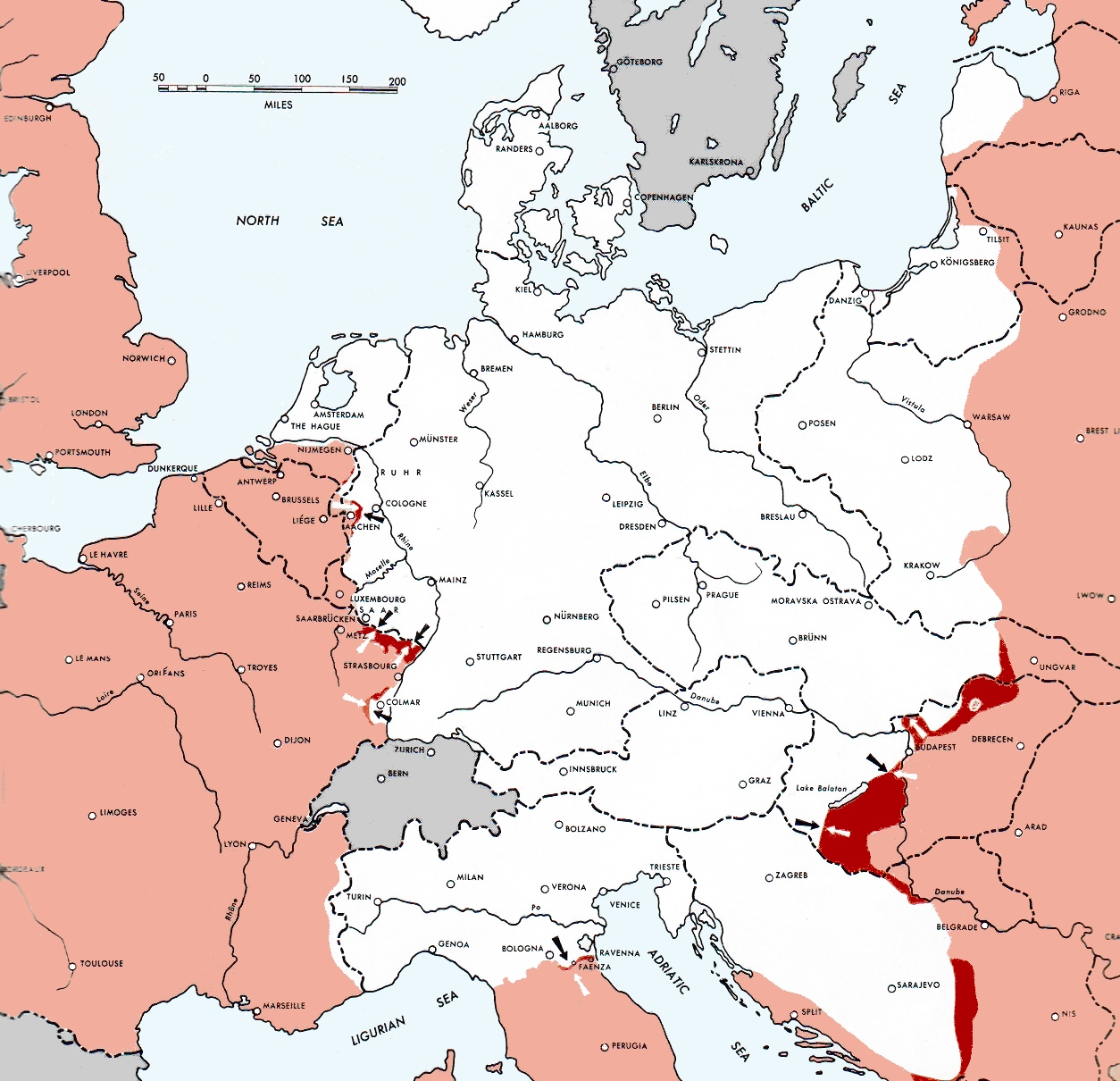
Європейський театр Другої світової війни. 1 грудня 1944

12 вересня в Москві радянський уряд від імені союзників — СРСР, Великої Британії і США — підписав угоду про перемир'я з новим румунським урядом, за якою СРСР повернув собі Бессарабію і Північну Буковину, однак Румунії повернули Північну Трансільванію.
12 січня 1945 року починається наступ в Польщі. Радянські війська розгромили групу армій «А», завершила вигнання нацистських окупантів з Польщі та створили сприятливі умови для нанесення вирішального удару по Берліну. Почалося відновлення польської державності.
У лютому 1945 року проводиться Будапештська операція, після якої останній європейський союзник Третього Рейху — Угорщина — був змушений капітулювати.
Стало очевидним те, що німецькі збройні сили не здатні ефективно вести бойові дії на два фронти. Силами 1-го, 2-го і 3-го Білоруських фронтів успішно проведені наступальні операції, в результаті яких були розгромлені великі потужні німецькі угруповання в Східній Пруссії та Померанії. Радянські війська увійшли до Австрії з території Угорщини.
16 квітня 1945 Червона армія почала наступ на Берлін. Загалом у штурмі Берліна брало участь шість армій 1-го Білоруського фронту і три армії 1-го Українського фронту. Усвідомлюючи свою повну поразку, Гітлер та Геббельс наклали на себе руки.
1 травня розпочалася масова капітуляція гарнізону Берліна, а потім частин Західного фронту. На Східному фронті німецькі війська, за наказом голови уряду Третього Рейху адмірала Деніца, продовжували бойові дії в Чехословаччині. 2 травня після наполегливих двотижневих боїв за німецьку столицю генерал артилерії Вейдлінг в супроводі трьох німецьких генералів перейшов лінію фронту і здався в полон. Через годину, перебуваючи в штабі 8-ї гвардійської армії, він написав наказ про капітуляцію Берліна.
Битва за Берлін вважається однією з наймасштабніших і кровопролитних битв Другої світової війни. Безповоротні втрати радянських військ склали понад 80 тисяч чоловік, німецьких військ — понад 600 тисяч (включаючи понад 400 тисяч військовополонених).

### Італійський фронт
З січня 1944 року союзники розгорнули активні наступальні дії, намагаючись прорвати німецькі укріплення «Зимової лінії» біля Монте-Кассіно і річки Гарільяно. У січні, лютому й березні 1944 року вони тричі атакували німецькі позиції, щоб прорвати оборону противника на річці Гарільяно й увійти в Рим, але через погіршення погоди (сильні дощі) їм це не вдалося й лінія фронту стабілізувалася до травня. Водночас 22 січня союзники висадили війська в Анціо, південніше Риму. В Анціо німці робили безуспішні контратаки. До травня погода покращилася й 11 травня союзники почали наступ, прорвали оборону німецьких військ в Монте-Кассіно і 25 травня з'єдналися з висадженим раніше десантом у Анціо.
4 червня 1944 року союзники звільнили Рим.
В серпні 1944 року союзні війська досягли Флоренції і нової лінії оборони, яку вони подолали до весни 1945 року.
Італійська кампанія завершилася визволенням Північної Італії. 28 квітня 1945 року партизани схопили і стратили Беніто Муссоліні.
29 квітня генерал Генріх фон Фітингоф підписав договір про капітуляцію німецьких військ на території Італії. 8 травня 1945 року вся територія Італії була звільнена військами союзників.

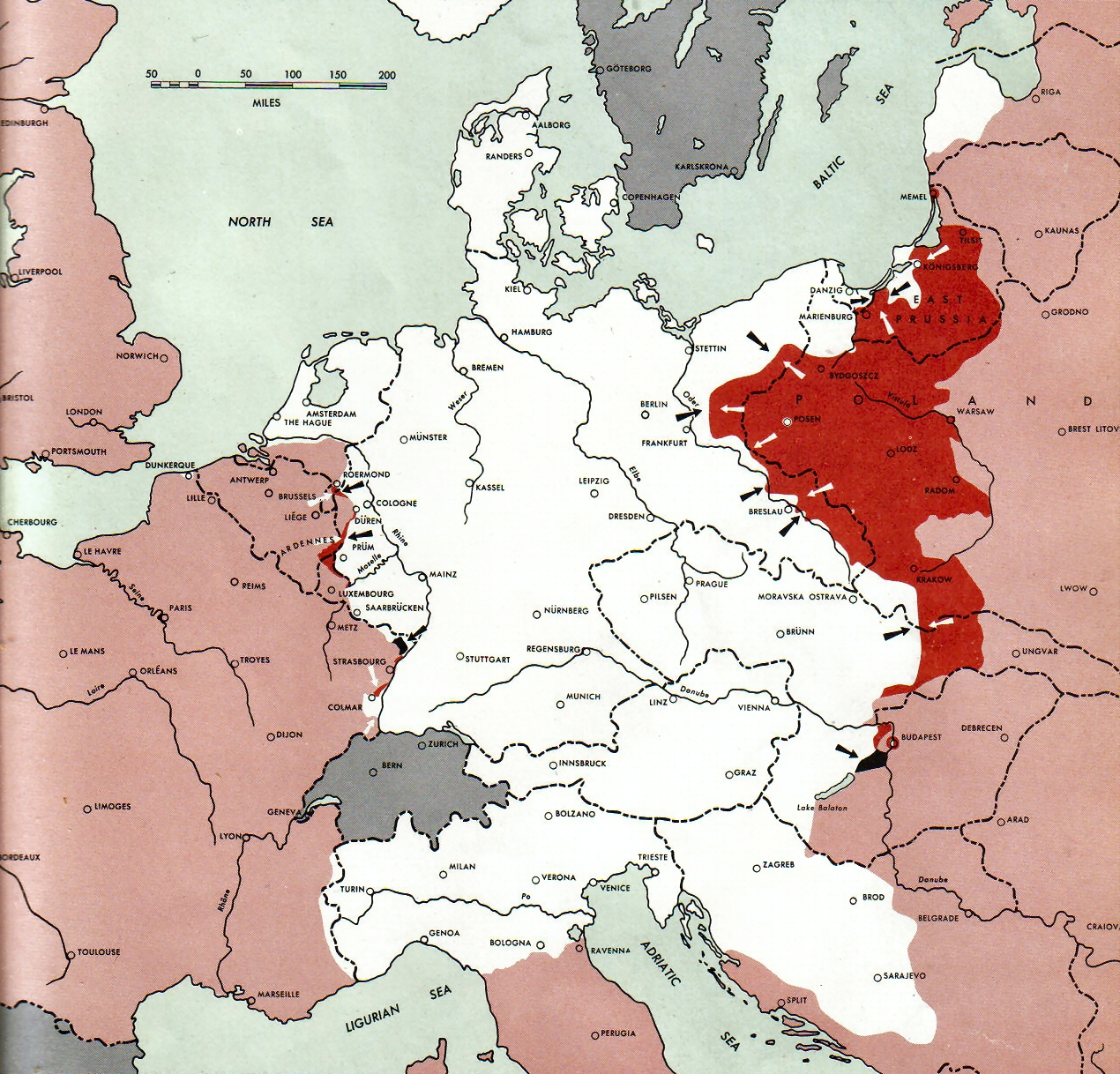
Європейський театр Другої світової війни. 1 лютого 1945

### Західний фронт
6 червня 1944 року, у «День Д», розпочалась операція «Оверлорд», якою був відкритий Другий фронт. В морській десантній операції майже 160 000 солдатів союзників на 4 тисячах транспортних суден та десантних кораблях одночасно перетнули Ла-Манш та вторглися до Франції. Протягом 3-х тижнів після захоплення плацдарму проводилася концентрація певної кількості військ, відтак операція «Кобра» розпочалась із завдання з цих плацдармів потужних ударів по всьому фронту з метою прориву в глибину оборони військ Вермахту. 24 серпня головні сили німецьких військ були оточені у Фалезькому котлі, а 25 числа був звільнений Париж. 31 серпня 1944 операція «Оверлорд» завершилася форсуванням союзними військами річки Сена та зосередженням на території континентальної Європи майже 3 000 000 особового складу.
15 серпня 1944 року почалася морська десантна операція з висадки військ союзників у південній Франції між містами Тулон та Канни. Операція «Драгун» стала найбільшим морським десантуванням у Середземномор'ї: всього американськими та французькими військами було висаджено 21 дивізію.
28 вересня німці почали відходити з території Північної Франції на укріплену лінію Зігфрида. Не зумівши з ходу прорвати її, союзники спробували прорвати її обходом з півночі через Нідерланди. 17 вересня в ході операції «Маркет-Гарден» у Нідерландах висаджено повітряні десанти. Проте наступ союзників просувався недостатньо швидко і лише до 10 листопада війська 21-ї групи армій фельдмаршала Б.Монтгомері очистили гирло річки Шельди і вийшли до Маасу від Граве до гирла.
16 грудня 1944 року німці перейшли в контрнаступ в Арденнах, їм вдалося просунутися на 100 км вглиб Бельгії, але 22 грудня американська 3-тя армія генерала Паттона почала контрнаступ, атакувавши німців з півдня, і до 25 грудня 1944 року німецький наступ захлинувся, а союзники перейшли в загальний контрнаступ. До 27 грудня німці не втримали захоплених позицій в Арденнах і почали відступати.
Стратегічна ініціатива безповоротно перейшла до союзників, в січні 1945 року німецькі війська робили локальні відволікаючі контратаки в Ельзасі, які також закінчилися невдало. Після цього американські і французькі війська оточили частини 19-ї німецької армії біля міста Кольмар в Ельзасі і розгромили їх до 9 лютого. Союзники прорвали німецькі укріплення «лінії Зігфрида» і почали вторгнення в Німеччину.
У лютому-березні 1945 року союзники під час Маас-Рейнської операції захопили всю територію Третього Рейху на захід від Рейну і форсували Рейн. У квітні 1945 року союзники оточили німецьку групу армій «Б» в Рурі і до 17 квітня розгромили її, вермахт втратив Рурський промисловий район — найважливіший промисловий район Третього Рейху.

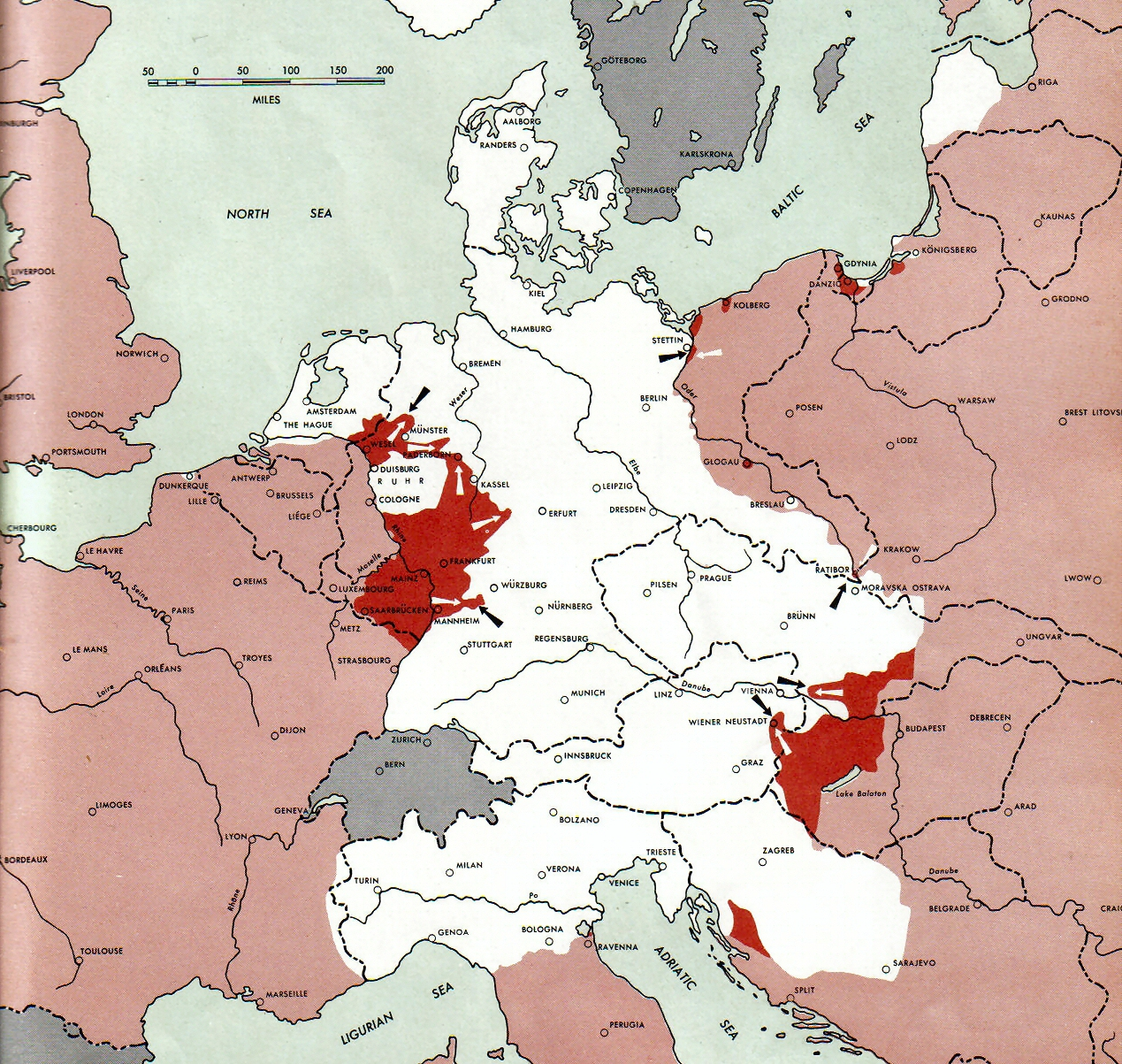
Європейський театр Другої світової війни. 1 квітня 1945

Союзники продовжили наступ вглиб Німеччини, і 25 квітня зустрілися з радянськими військами на Ельбі біля Торгау. 2 травня британські та канадські війська (21-ша група армій) захопили весь північний захід Німеччини та досягли кордонів Данії. Після завершення Рурської операції американські частини перекинули на південний фланг в 6-ту групу армій, для захоплення південних районів Німеччини та Австрії.
На південному фланзі американські і французькі війська, що наступали, захопили південь Німеччини, Австрію. Частини 7-ї американської армії перейшли через Альпи по Бреннерському перевалу і 4 травня зустрілися з військами 15-ї групи армій союзників, що наступали в Північній Італії.

### Капітуляція Німеччини
7 травня генерал Йодль від імені німецького командування підписав у ставці Дуайта Ейзенхауера в Реймсі умови беззастережної капітуляції. Радянський уряд висловив категоричний протест і висунув вимогу підписати акт беззастережної капітуляції Третього Рейху у Берліні за участі СРСР.
8 травня (близько півночі) у передмісті Берліна Карлсгорсті, зайнятому радянськими військами, представники німецького головнокомандування на чолі з генералом Кейтелем підписали акт про беззастережну капітуляцію збройних сил Німеччини; цей договір за дорученням радянського уряду підписали: від СРСР — маршал Георгій Жуков; від Великої Британії — маршал Артур Теддер; від США — генерал Карл Спаатс; від Франції — генерал Жан Марі де Латр де Тассіньї.

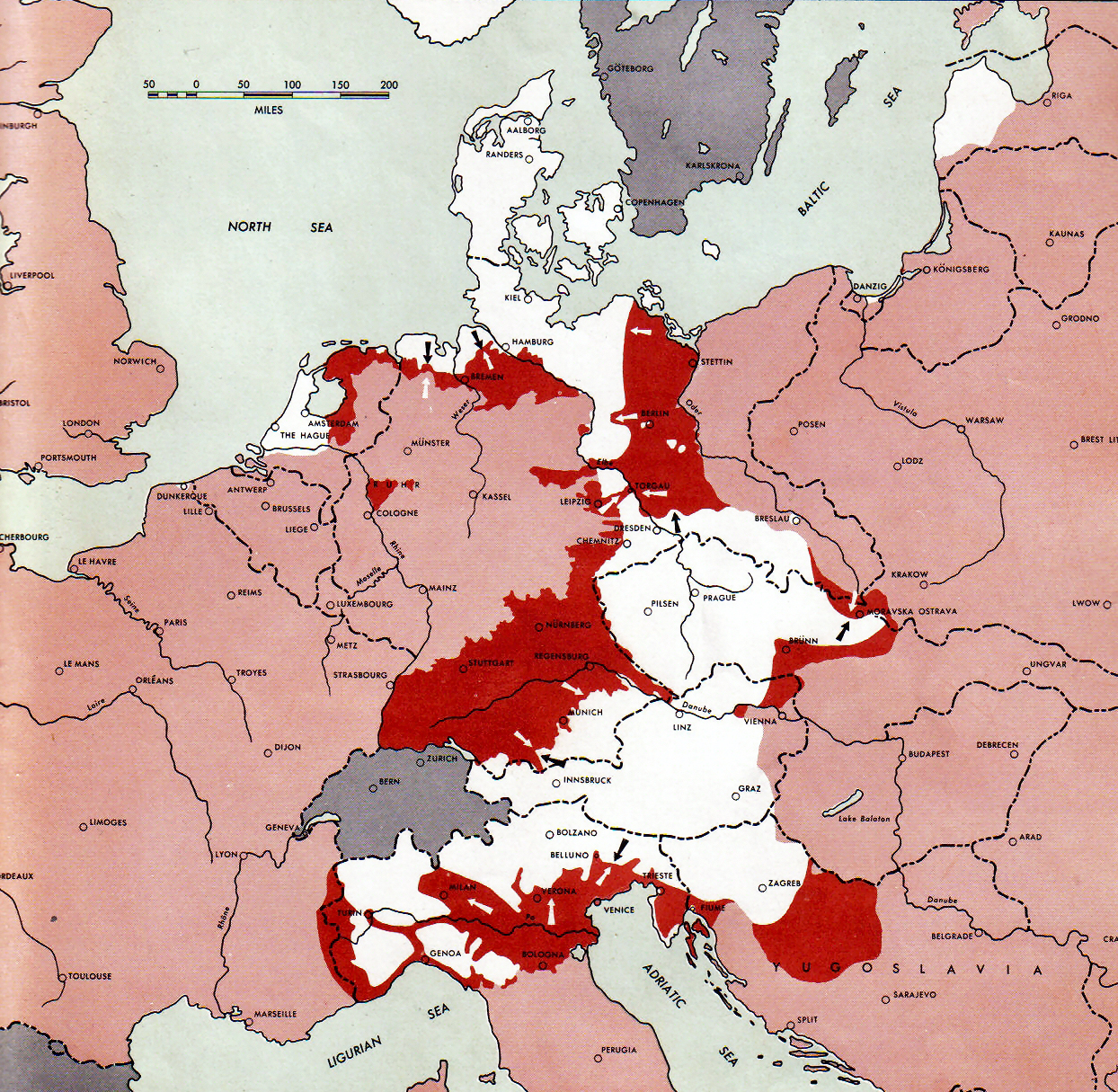
Європейський театр Другої світової війни. 1 травня 1945

23 травня 1945 року всі члени німецького уряду були арештовані союзниками, внаслідок чого Третій Рейх припинив існування.

## Бойові дії після капітуляції Третього Рейху
Після безумовної капітуляції Третього Рейху окремі німецькі частини продовжували воювати. З 5 по 11 травня військами 1-го Українського фронту була проведена Празька операція — остання стратегічна наступальна операція Червоної армії на Європейському театрі війни, в ході якої було ліквідоване велике угруповання ворога на території Чехословаччини і вигнано нацистських окупантів з Праги.

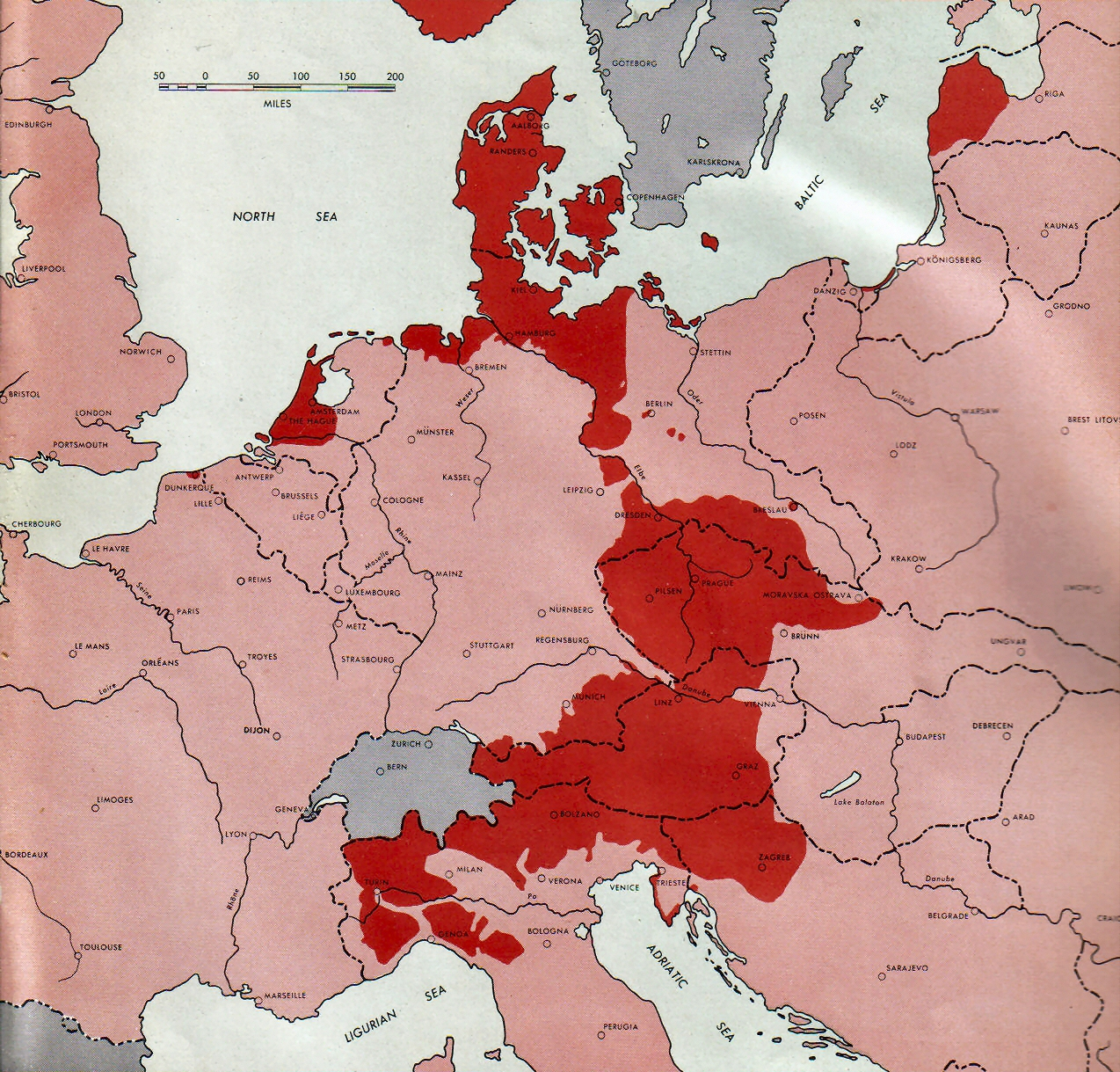
Європейський театр Другої світової війни. 15 травня 1945

У ніч з 11 на 12 травня поблизу демаркаційної лінії біля села Слівіце в околицях міста Плзень в ході бою були знищені залишки відступаючих з Праги змішаних дивізій СС на чолі з керівником Управління СС в Богемії і Моравії СС обергруппенфюрером графом Карлом-Фрідріхом фон Пюклер-Бургхаусом.
14—15 травня в північній Словенії відбулась остання битва Другої світової в Європі за участі німецьких військ, під час якої Народно-визвольна армія Югославії розбила залишки німецьких військ і колаборантів. Залишки хорватського домобранства були остаточно знищені тільки 25 травня в ході битви за Оджак. За 2 дні до цього, 23 травня, комісія союзників заарештувала членів кабінету Карла Деніца — останнього нацистського уряду.